# Thomas Pesquet
Pour les articles homonymes, voir Pesquet.
Thomas Pesquet, né le 27 février 1978 à Rouen (Seine-Maritime), est un spationaute français.
Après une formation d'ingénieur aéronautique à l'Institut supérieur de l'aéronautique et de l'espace (ISAE-SUPAERO) à Toulouse, Thomas Pesquet occupe différents postes dans l'industrie aérospatiale et au Centre national d'études spatiales (CNES) avant de devenir, en 2005, pilote de ligne. En mai 2009, il fait partie des six candidats retenus pour former le troisième groupe de spationautes européens sélectionnés par l'Agence spatiale européenne.
Il est le dixième Français à partir dans l'espace en décollant le 17 novembre 2016 depuis le cosmodrome de Baïkonour au Kazakhstan à bord de Soyouz MS-03, dont l’équipage occupe la Station spatiale internationale (ISS) de novembre 2016 à juin 2017 dans le cadre de la mission Proxima. Durant cette mission, Thomas Pesquet mène une centaine d'expériences dont la moitié développée par l'Agence spatiale européenne ou le CNES, l'autre moitié par la National Aeronautics and Space Administration (NASA). Il effectue deux sorties extravéhiculaires de six heures pour des missions de maintenance de la Station spatiale internationale.
En juillet 2020, il est sélectionné pour une seconde mission à bord de la capsule Crew Dragon, construite par l'entreprise américaine SpaceX. Il devient ainsi le premier Européen assigné à une mission à bord du Crew Dragon, mission qu'il décide de baptiser Alpha. Le 23 avril 2021, Thomas Pesquet embarque pour la deuxième fois vers la Station spatiale internationale. Le 4 octobre 2021, il devient le premier Français commandant l'ISS. Il rentre sur terre le 8 novembre 2021, après 200 jours en orbite. Il a réalisé pendant cette mission 134 expériences et 4 sorties extravéhiculaires.
Thomas Pesquet est, depuis 2021, l'astronaute européen le plus expérimenté (avec près de 400 jours dans l'espace), ainsi que le plus expérimenté en sorties extravéhiculaires.

## Formation
Thomas Gautier Pesquet nait le 27 février 1978 à Rouen, en Seine-Maritime. Il est le fils d'un professeur de mathématiques-physique et d'une institutrice. Il a un frère aîné prénommé Baptiste, qui est ingénieur et enseignant. Après un baccalauréat scientifique au lycée Jehan Ango de Dieppe, en Normandie, il entre en classe préparatoire au lycée Pierre-Corneille de Rouen puis obtient en 2001 son diplôme d'ingénieur aéronautique à l'ISAE-SUPAERO (Institut Supérieur de l'Aéronautique et de l'Espace), à Toulouse,. Il passe une année au sein du programme de mastère en aéronautique à l'École Polytechnique de Montréal, à l’Université Concordia et à l’Université McGill.
Thomas Pesquet est en mesure de s’exprimer dans six langues : le français, l'anglais, le russe, l'espagnol, le chinois mandarin et l'allemand. Par ailleurs, il joue du saxophone.
Il est membre de l'association aéronautique et astronautique de France (3AF), de l'American Institute of Aeronautics and Astronautics (AIAA), de l’Explorers Club, de l'Association of Space Explorers (ASE), de la Société des explorateurs français (SEF) et du Cercle des ceintures noires de la Fédération française de judo, jujitsu, kendo et disciplines associées (FFJDA).

## Débuts professionnels

### Ingénieur
Début 2001, Thomas Pesquet effectue un stage d'ingénieur au Centre spatial de Cannes - Mandelieu (constructeur de satellites) établissement de la société Alcatel Space. Il y développe un logiciel de conception de système embarqué. Cette même année, il est ingénieur en dynamique des engins spatiaux pour des missions de télédétection au sein de la société espagnole GMV Innovating Solutions à Madrid (Espagne). Thomas Pesquet est recruté par le Centre national d'études spatiales où il travaille de 2002 à 2004 sur l'autonomie des missions spatiales, la conception du futur segment terrestre de l'agence et l'harmonisation des technologies spatiales en Europe. Il représente le Centre national d'études spatiales au sein du Consultative Committee for Space Data Systems (CCSDS), un groupe de travail international chargé des systèmes de gestion de données spatiales.

### Pilote
Pilote privé chevronné, il est sélectionné en 2004 au concours des pilotes cadets d'Air France et change d'orientation professionnelle. Il suit un programme de formation des pilotes et obtient sa licence de pilote de ligne (ATPL) fin 2005, à l'EPAG, école privée de pilotage, située dans le nord de la France, à Merville. À compter de cette date, il vole sur Airbus A320, mais aussi sur A318, A319 et A321 pour Air France et accumule plus de 2 500 heures de vol. Il devient également instructeur sur A320,.
Thomas Pesquet a toujours continué à voler en tant que pilote en parallèle de ses activités de spationaute, d'abord chez Air France de 2010 à 2016, puis au sein des essais en vol d'Airbus sur A320 et A350 depuis 2018. Depuis 2018, il est également qualifié pour réaliser des vols paraboliques aux commandes de l’Airbus A310 Zero G pour la société Novespace, dont il obtient au passage le poste de directeur général en 2025.

En 2024, il rejoint l'Armée de l'air et de l'espace en tant que réserviste opérationnel, avec le grade de colonel. Il est qualifié pour réaliser des vols de transport stratégique et de ravitaillement en vol au sein de la 31e escadre des forces aériennes stratégiques, sur l'Airbus A330 MRTT.

Activités de pilote
Thomas Pesquet devant un A330 MRTT sur la base aérienne 125 Istres-Le Tubé.
Aux commandes de l'Airbus A350 lors d'un vol de test à Toulouse.
À bord d'un vol humanitaire pour Aviation sans frontières, sur un Cessna 208 Caravan.
En vol avec Air France en 2016.

## Spationaute

### Sélection

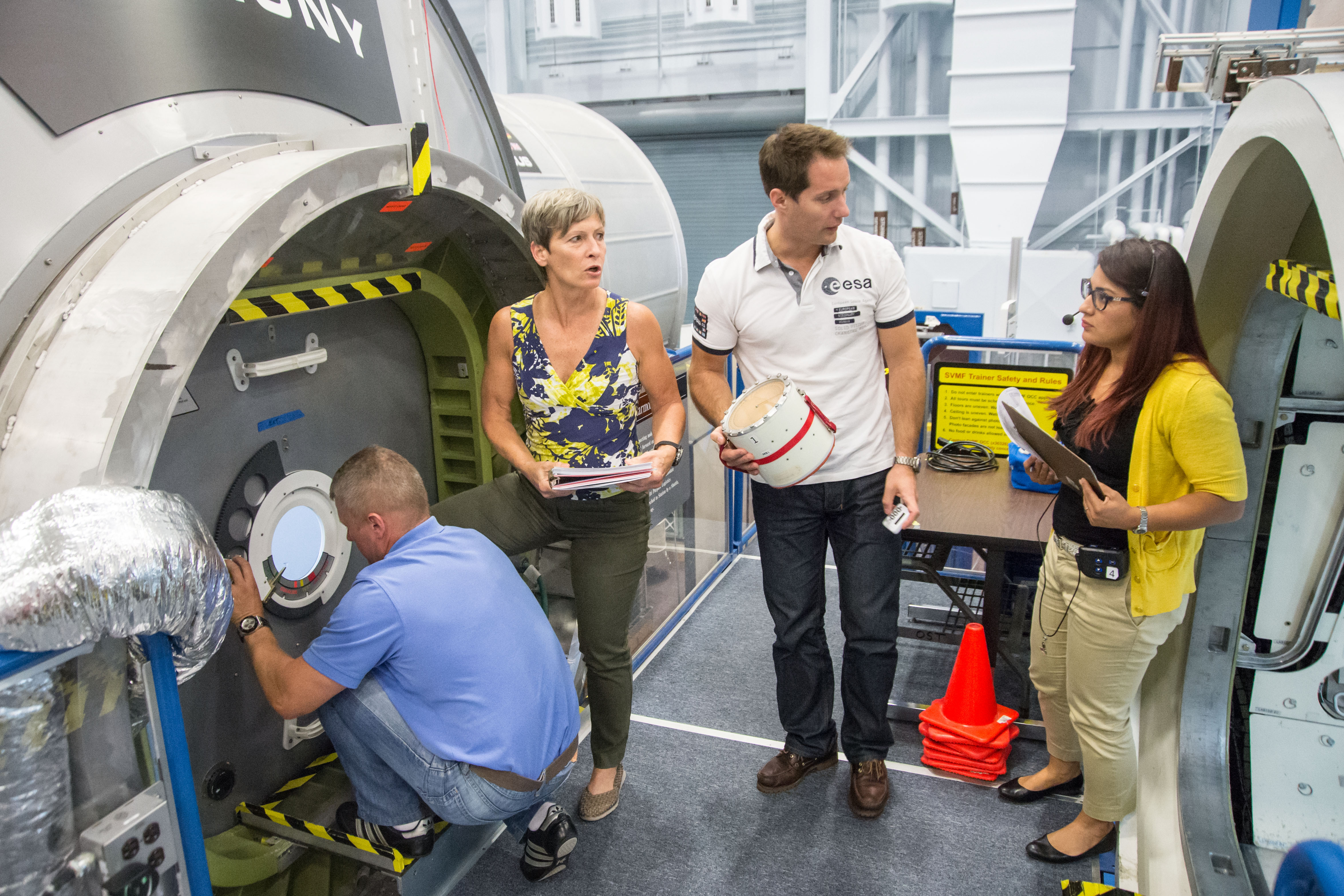
Oleg Novitski, Peggy Whitson et Thomas Pesquet s'entraînant à faire face à une dépressurisation de la Station spatiale internationale (2015).

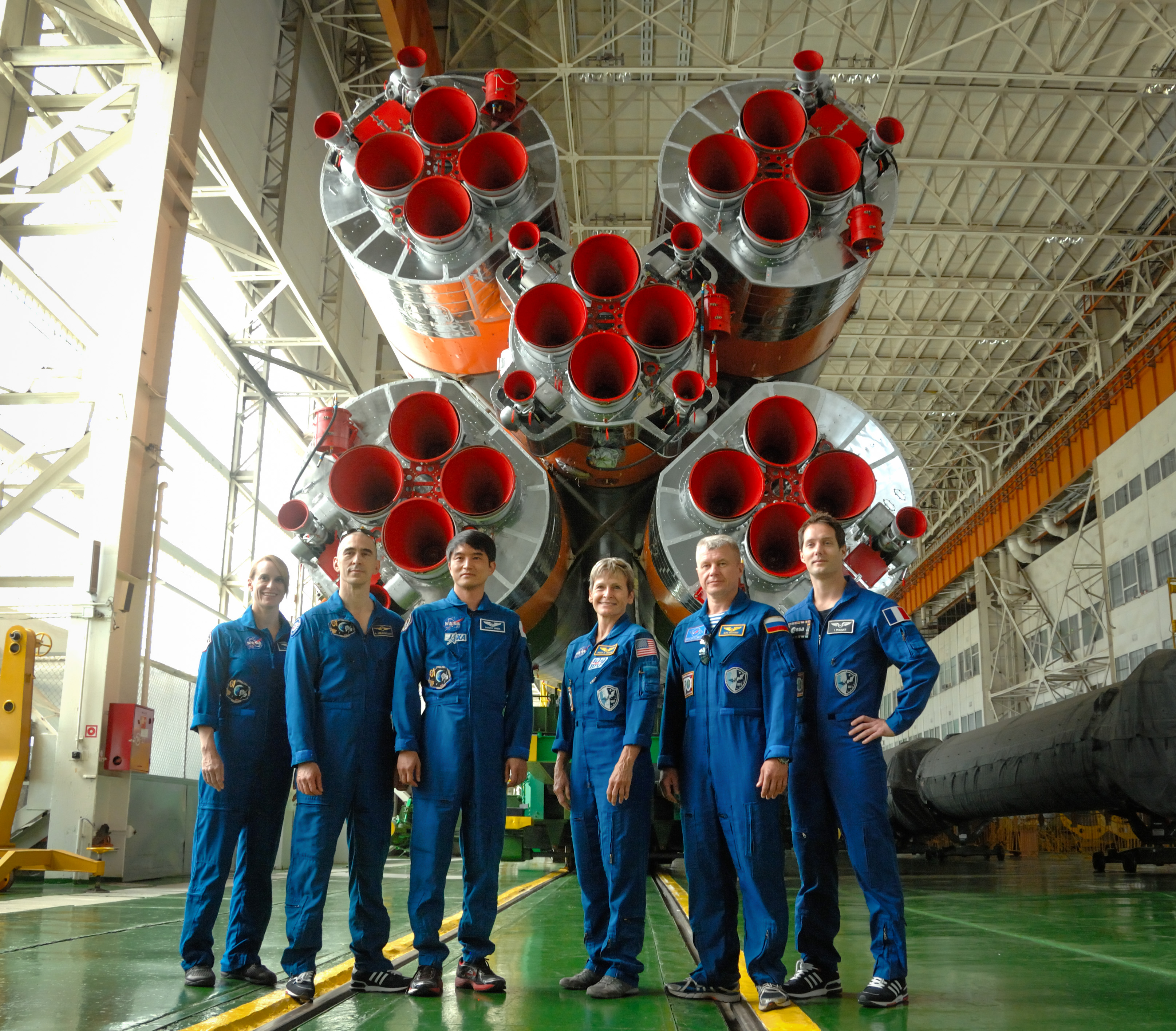
Kate Rubins, Anatoli Ivanichine, Takuya Onishi, Peggy Whitson, Oleg Novitski et Thomas Pesquet photographiés devant le lanceur Soyouz (2016).

Lorsque l'Agence spatiale européenne lance une nouvelle campagne de recrutement de spationautes en 2008, Thomas Pesquet présente sa candidature pour faire partie du Corps européen des astronautes. Il fait partie des six candidats retenus en mai 2009 parmi les 8 413 postulants. Il est le plus jeune des spationautes recrutés par l'Agence spatiale européenne. Il reçoit une formation initiale au Centre des astronautes européens (EAC), situé à Cologne, en Allemagne,, qui s'achève mi-novembre 2010. Durant cette période, les futurs spationautes, dont les origines professionnelles sont très variées (médecin, ingénieur, pilote…), reçoivent un enseignement homogène. Il y apprend le russe, qui est avec l'anglais une des deux langues officielles à bord de la Station spatiale internationale et qu'il devra pratiquer intensivement durant son entraînement en Russie. À l'issue de sa formation, il travaille comme responsable des communications avec les spationautes en vol (Eurocom). Il est en parallèle chargé de projets au Centre des astronautes européens, dont la mise en place de coopérations avec de nouveaux partenaires comme la Chine.

### Entraînement (2010-2016)
Thomas Pesquet entame le long programme d'entraînement et d'apprentissage qui doit le préparer à sa future mission à bord de la Station spatiale internationale. Les formations, selon leur nature, se déroulent principalement en Allemagne, en Russie et aux États-Unis.
À la Cité des étoiles, située dans la banlieue de Moscou, il s'entraîne à piloter le vaisseau Soyouz dans toutes les situations normales et d'urgence durant les phases critiques du vol, c'est-à-dire au décollage, lors du rendez-vous en orbite avec la Station spatiale internationale et lors de la rentrée atmosphérique. Il s'habitue dans une centrifugeuse à subir des accélérations croissantes, jusqu'à 9 g, qui pourraient se produire en cas de rentrée atmosphérique non contrôlée. Il effectue des exercices pratiques dans la taïga russe, en Sibérie, pour apprendre à survivre en cas d'atterrissage dans une étendue d'eau ou dans une zone située hors du périmètre prévu, qui nécessiterait d'attendre les secours de 2 à 3 jours.
Au Centre spatial Lyndon B. Johnson (JSC) de la National Aeronautics and Space Administration situé à Houston, au Texas, il se familiarise avec les différents systèmes de la station spatiale gérés via un réseau d'une centaine d'ordinateurs portables. Il se forme plus particulièrement à la maintenance des systèmes de support-vie (gestion des systèmes liés à l'eau, l'air et les gaz) et des scaphandres qui relèveront de sa responsabilité durant son séjour dans l'espace. La Station spatiale internationale constitue un environnement fragile, et les spationautes sont formés de manière intensive aux procédures d'urgence à appliquer lorsque survient l'une des trois situations critiques suivantes : empoisonnement de l'atmosphère par l'ammoniac du circuit de régulation thermique, départ de feu ou perte de l'atmosphère interne liée à une brèche dans la paroi.
Thomas Pesquet apprend à manipuler le bras télécommandé Canadarm 2, utilisé pour déplacer les cargos spatiaux, mais également les spationautes dans l'espace. Dans le bassin du Laboratoire de flottabilité neutre (NBL) qui contient une maquette à l'échelle 1 d'une grande partie de la Station spatiale internationale, Thomas Pesquet répète, revêtu d'un scaphandre spatial lourd, les opérations qu'il aura à effectuer en cas d'intervention dans l'espace nécessitant une sortie extravéhiculaire. Thomas Pesquet séjourne à Tsukuba, au Japon, pour se familiariser avec le laboratoire spatial japonais appelé Japanese Experiment Module (JEM) et baptisé Kibō, partie intégrante de la Station spatiale internationale.
À Cologne, en Allemagne, il se forme à l'ensemble des systèmes du laboratoire européen Columbus et à la mise en œuvre des installations et des expériences scientifiques. Le spationaute suit une formation médicale théorique et pratique pour lui permettre d'effectuer des gestes médicaux simples comme la réalisation d'un point de suture, la pose d'une perfusion, l'arrachage d'une dent.
Thomas Pesquet participe à plusieurs stages de préparation destinés à forger l'esprit d'équipe indispensable lors de longs séjours dans des espaces confinés et coupés de l'extérieur. Il effectue ainsi un stage de survie dans les grottes en Sardaigne (2011) et un trek en autonomie dans les montagnes du Nouveau-Mexique (2016). Dans le cadre du programme NEEMO de la National Aeronautics and Space Administration, il séjourne dans une station sous la mer pour les missions SEATEST II (en) et NEEMO 18 (2014). Durant toute cette phase de préparation à sa mission, Thomas Pesquet est astreint à effectuer un nombre minimum d'heures de sport (quatre heures par semaine) pour maintenir sa forme physique générale. Sa santé est surveillée de près avec un bilan de santé complet de deux jours tous les ans. Des mesures de sa densité osseuse sont prises pour permettre des comparaisons après sa mission et ainsi mesurer l'effet de l'impesanteur sur le squelette.

Thomas Pesquet à l'entraînement.
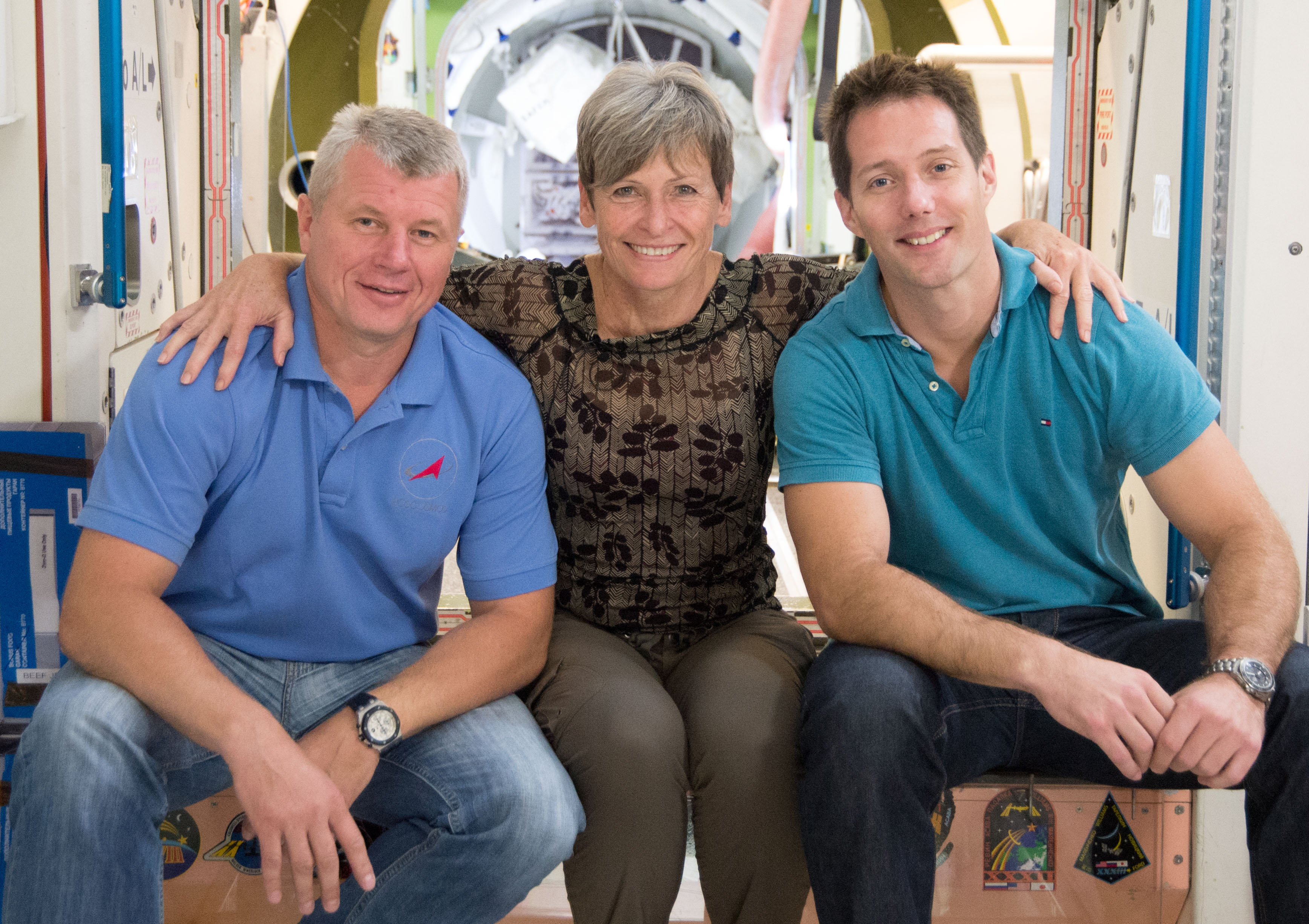
L'équipage du Soyouz MS-03 (de gauche à droite) : le Russe Oleg Novitski, l'Américaine Peggy Whitson et Thomas Pesquet.
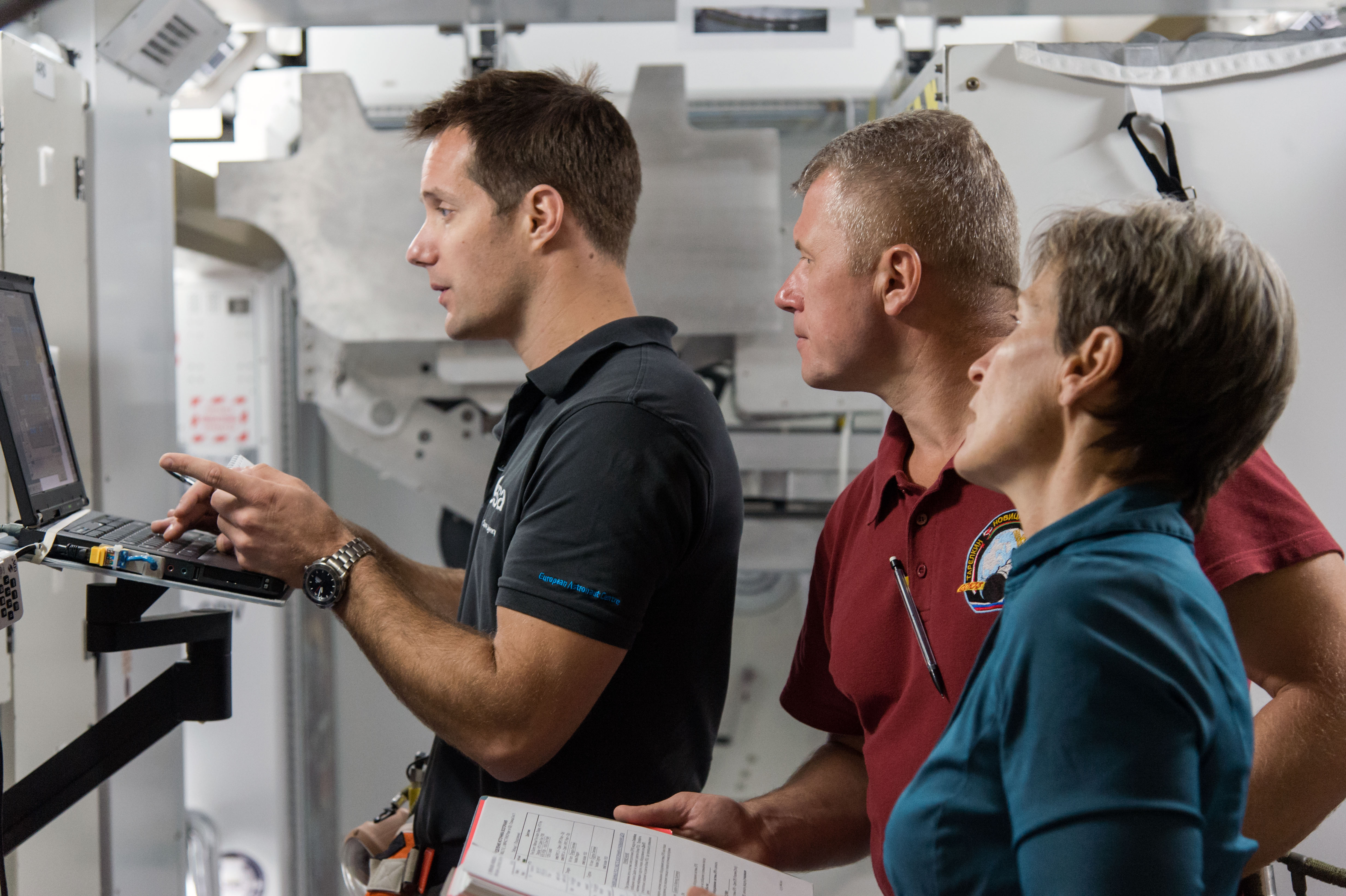
Thomas Pesquet, Oleg Novitski et Peggy Whitson s'entraînant à un départ de feu dans la Station spatiale internationale (ISS).
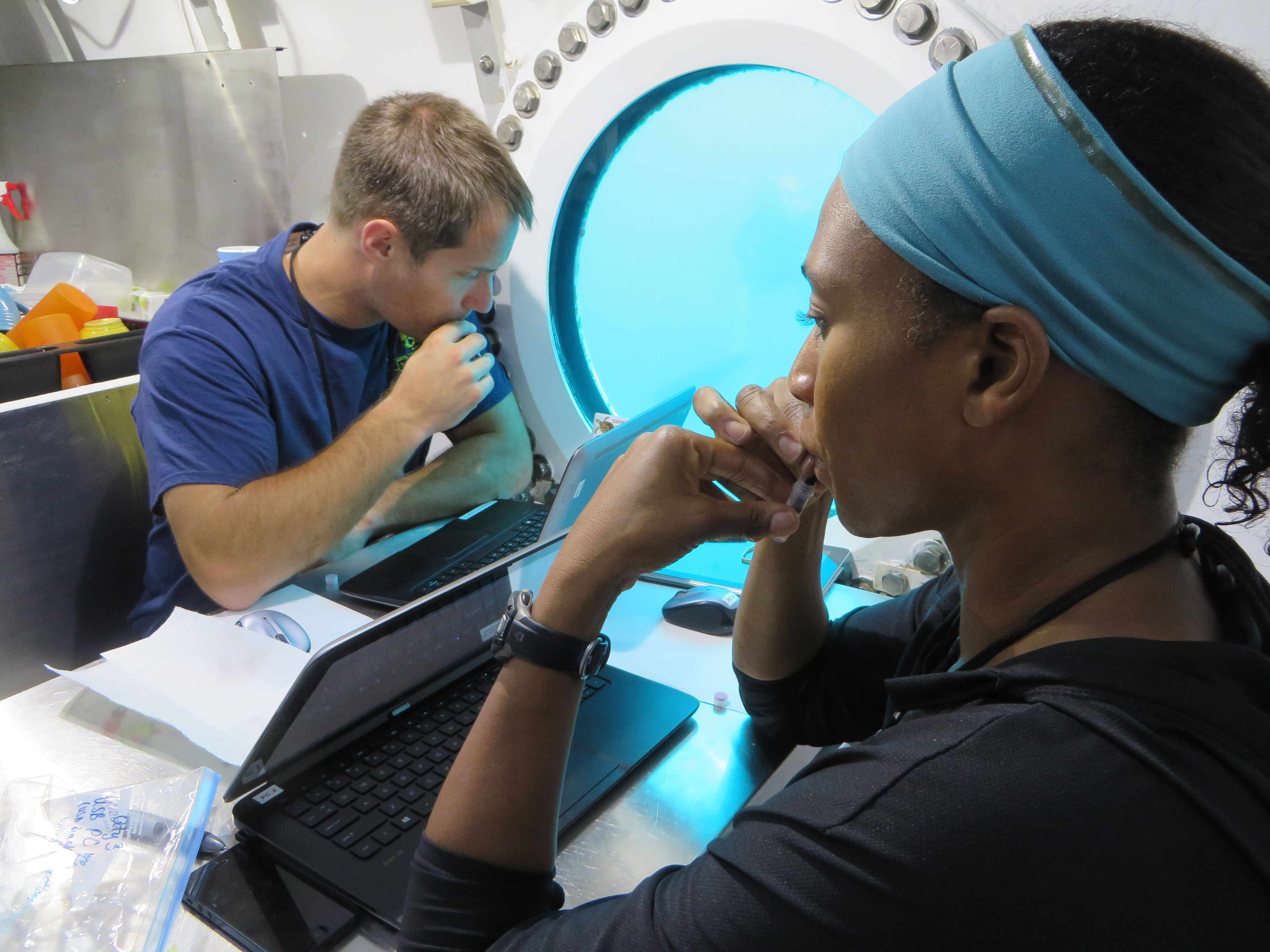
L'Américaine Jeanette Epps et Thomas Pesquet participant à des tests lors d'une expédition NEEMO de la NASA.

### Affectation à l'expédition 50/51
L'Agence spatiale européenne ne détient que 8,3 % des droits d'utilisation de la partie non russe de la Station spatiale internationale, au prorata de la participation à sa construction et sa maintenance, ce qui ne lui permet d'envoyer un spationaute qu'environ trois à quatre mois par an pour un équipage permanent de six personnes. Compte tenu de la participation française à l'Agence spatiale européenne (un peu plus de 20 %), la participation de Thomas Pesquet à une mission d'une durée moyenne de six mois n'est obtenue qu'après une longue attente qui n'est pas seulement due à la complexité de la formation.
Finalement, en 2014, Thomas Pesquet est choisi par l'Agence spatiale européenne pour faire partie de l'équipage de la Station spatiale internationale dans le cadre d'une mission d'une durée de six mois, baptisée Proxima, qui se déroule du 17 novembre 2016 à juin 2017. Il exerce la fonction d'ingénieur de vol lors de l'Expédition 50 et 51. Thomas Pesquet est le dixième Français à voler dans l'espace et le second à effectuer un séjour long (après Jean-Pierre Haigneré lors de la mission PERSEUS).
En septembre 2015, Thomas Pesquet assure le rôle de doublure d'Andreas Mogensen pour le vol de 10 jours réalisé par le spationaute danois.

### Équipage du Soyouz MS-03
L'équipage du Soyouz MS-03, qui va prendre la relève de trois des six membres de l'équipage de la Station spatiale internationale pour former l'Expédition 50 puis 51, est composé de Thomas Pesquet, qui fait office de copilote et occupe la place gauche dans l'espace restreint de la cabine spatiale, et de deux vétérans de l'espace : le Russe Oleg Novitski (commandant de bord) de l'agence spatiale Roscosmos et l'Américaine Peggy Whitson, membre du corps des spationautes de la National Aeronautics and Space Administration. Peggy Whitson est chercheuse en biochimie de formation et a à son actif deux vols de longue durée. Elle est la femme ayant effectué le plus long séjour dans l'espace (376,5 jours) et se situe en deuxième position pour la durée des sorties dans l'espace (six sorties avec un temps cumulé de 40 heures). Elle a fait partie de deux équipages de la Station spatiale internationale, en 2002 et en 2007/2008, en tant que commandant dans ce dernier cas. Quant à lui, Oleg Novitski est un militaire de carrière, pilote, plongeur et instructeur militaire de parachutisme. Il a fait partie durant six mois de l'équipage de la Station spatiale internationale en 2012.

Préparation du vaisseau Soyouz et de son lanceur sur le cosmodrome de Baïkonour.
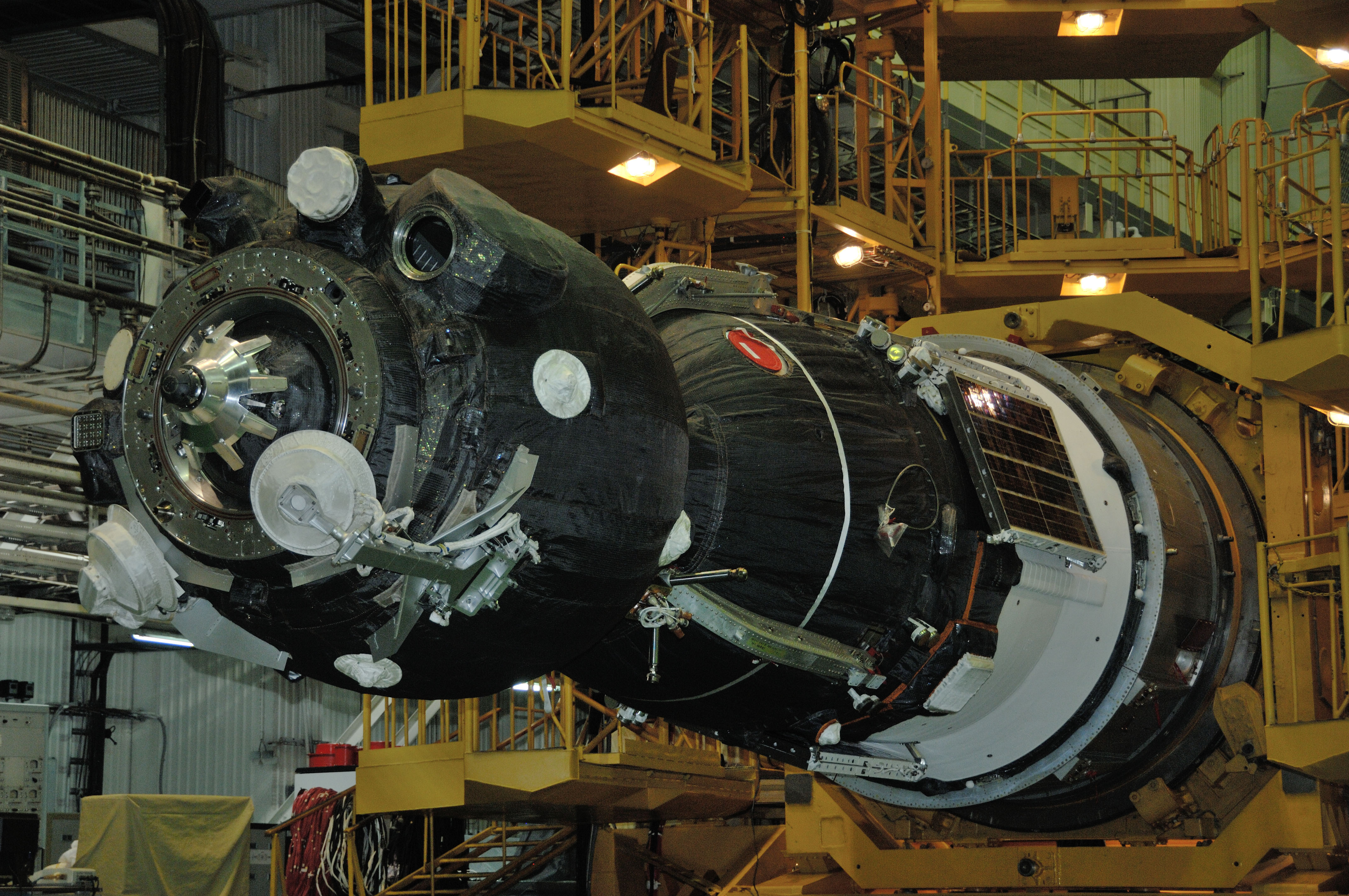
Le Soyouz MS-03 peu avant son encapsulation dans le bâtiment d'intégration du cosmodrome de Baïkonour, au Kazakhstan.
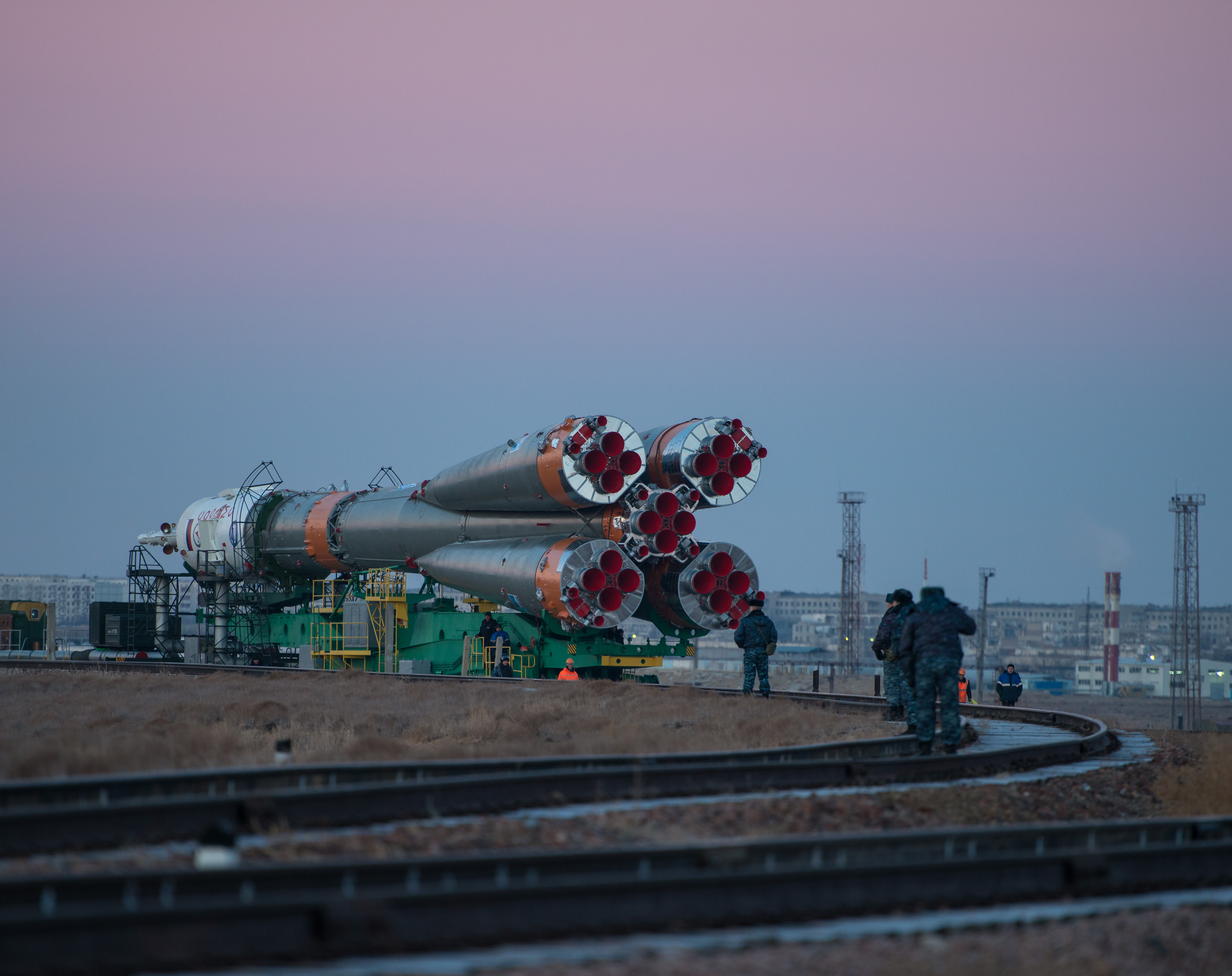
Le lanceur Soyouz et le vaisseau amenés sur le pas de tir du cosmodrome de Baïkonour.
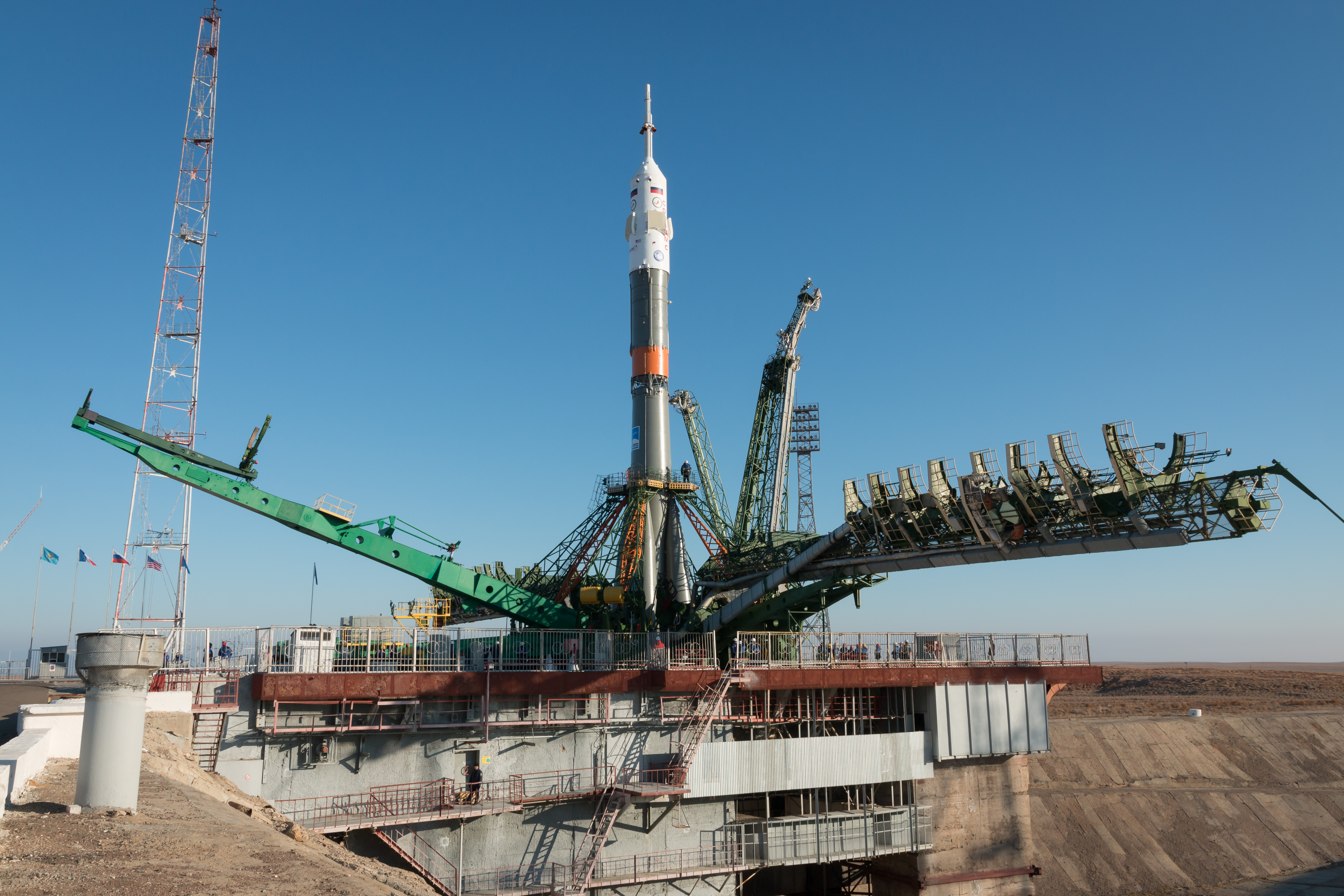
Le lanceur Soyouz et le vaisseau placés en position de lancement.

## MissionProxima

### Décollage et voyage vers l'ISS

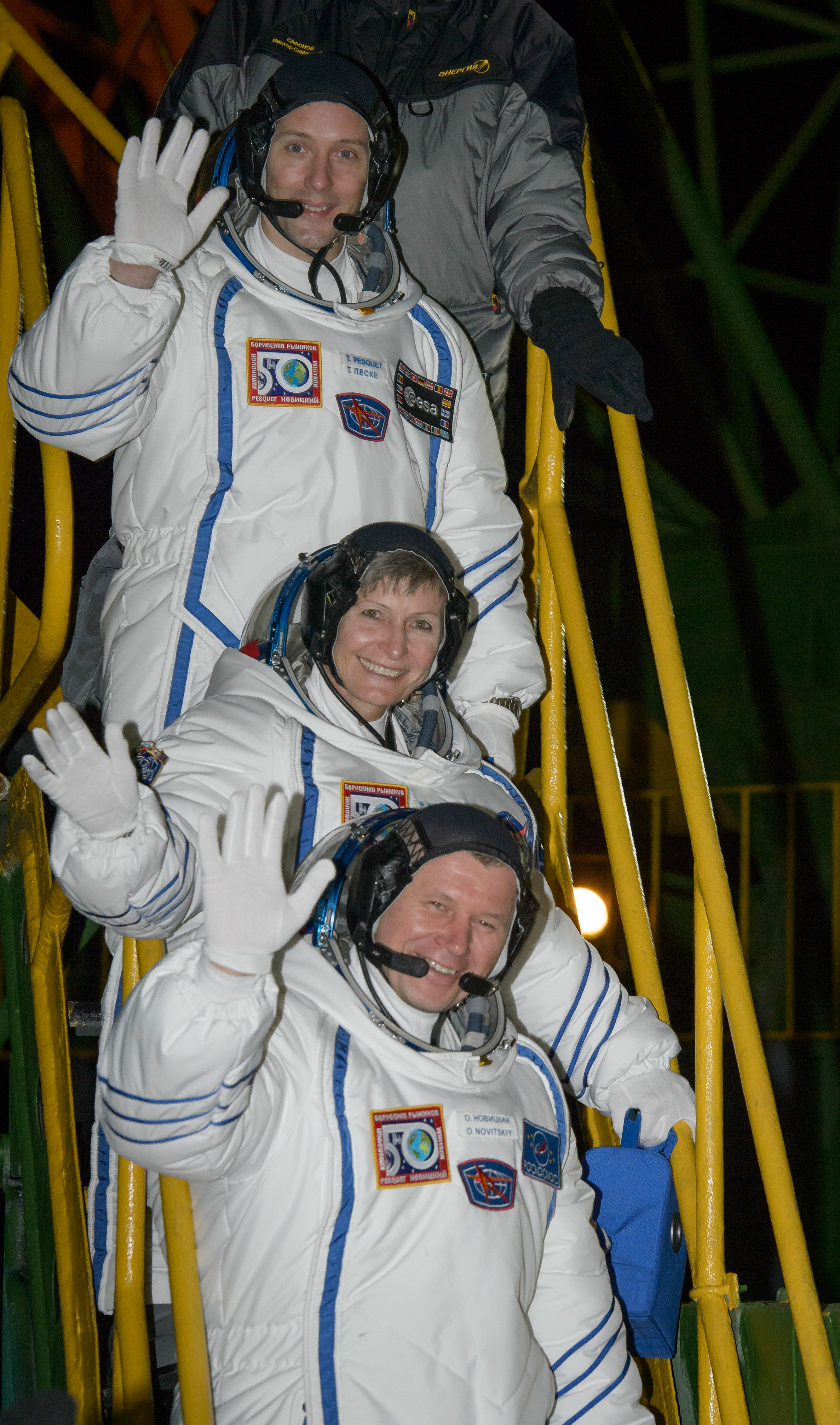
Thomas Pesquet, Peggy Whitson et Oleg Novitski peu avant le décollage de la fusée et saluant une dernière fois avant d'embarquer dans le vaisseau Soyouz MS-03 (2016).

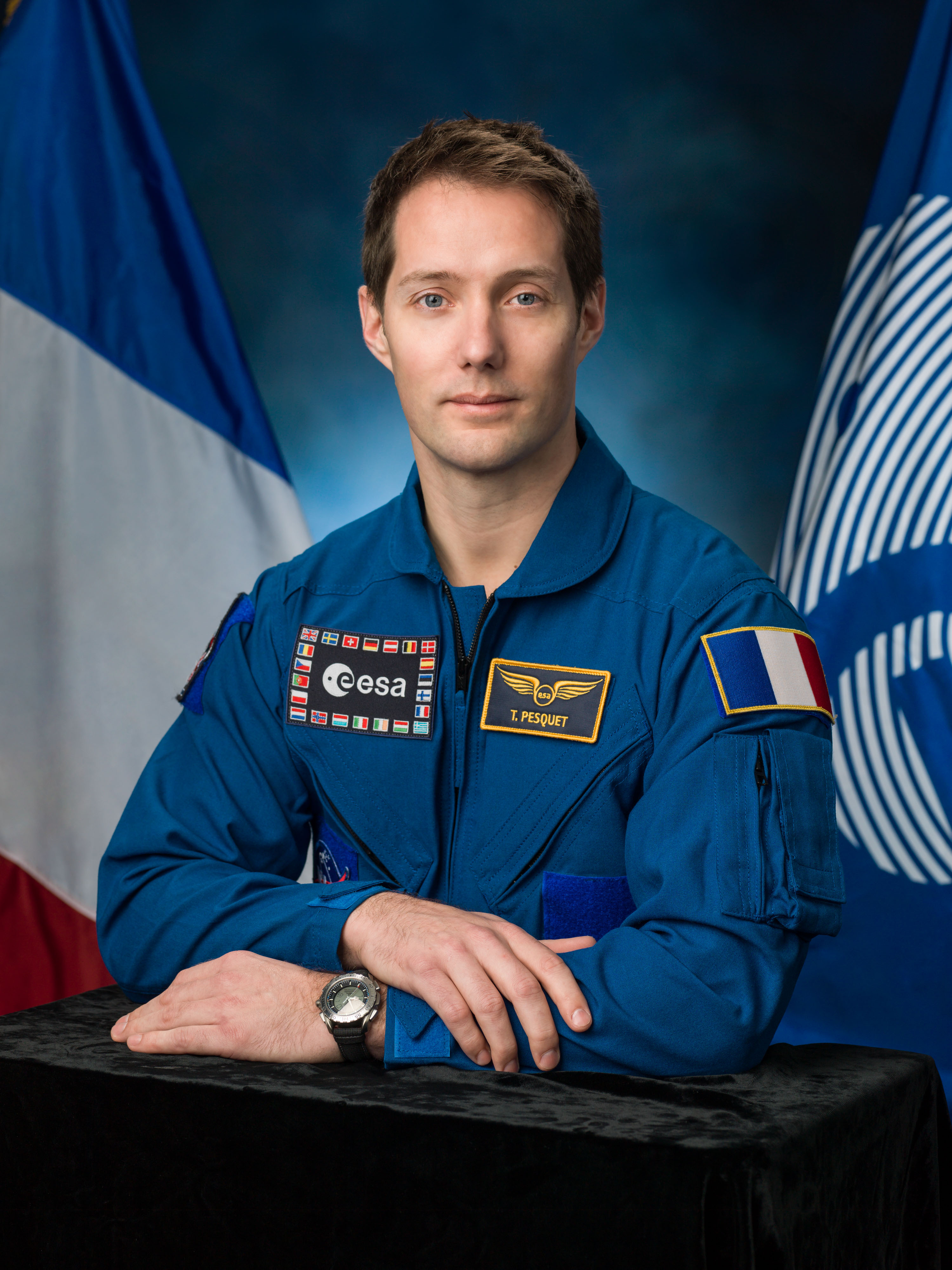
Portrait officiel de Thomas Pesquet (2016).

Thomas Pesquet décolle le 17 novembre 2016 à 20 h 20 UTC à bord d'un vaisseau Soyouz. Le Soyouz MS-03 est placé en orbite par une fusée Soyouz tirée depuis le cosmodrome de Baïkonour, au Kazakhstan. Le vaisseau Soyouz MS-03 s'amarre à la Station spatiale internationale le 19 novembre après 48 heures de manœuvres orbitales,.

### Séjour à bord et programme scientifique
Durant son séjour dans la Station spatiale internationale, Thomas Pesquet est ingénieur de vol. Comme pour les autres membres de l'équipage, son temps est partagé entre la réalisation d'expériences scientifiques et la maintenance de la Station spatiale internationale. Dans le cadre de sa mission, il doit mener plus d'une centaine d'expériences scientifiques pour moitié conçues sous l'égide de la National Aeronautics and Space Administration, l'autre moitié sous celle de l'Agence spatiale européenne. Parmi ces dernières, sept ont été proposées par l'agence spatiale française, le Centre national d'études spatiales :
- Fluidics est une expérience de dynamique des fluides dans l'espace ;
- ECHO est un échographe expérimental, opéré à distance ;
- Aquapad est un équipement permettant de déterminer facilement si l'eau est potable ;
- Everywear est un logiciel sur tablette qui permet de collecter facilement les données des capteurs biomédicaux portatifs connectés en bluetooth et qui mesurent quotidiennement les paramètres physiologiques des spationautes ;
- MATISS est une expérience de surface intelligente visant à empêcher les bactéries de se poser et de proliférer ;
- Perspectives est un casque de réalité virtuelle destiné à mesurer l'incidence de l'impesanteur sur les fonctions cognitives ;
- Exo-iss sont trois expériences pédagogiques développées en collaboration avec des lycéens.

Les expériences du Centre national d'études spatiales ainsi qu'une quinzaine d'expériences de l'Agence spatiale européenne sont suivies par le Centre d'aide au développement des activités en micro-pesanteur et des opérations spatiales (CADMOS), centre toulousain du Centre national d'études spatiales consacré à la conception et à la gestion d'expériences mises en œuvre dans l'espace, en particulier à bord de la Station spatiale internationale. Certaines expériences ont fait l'objet d'un partenariat avec l'Institut national de la santé et de la recherche médicale (INSERM).

### Sorties extra-véhiculaires
Le 13 janvier 2017, il mène à bien, en compagnie de l'astronaute américain Robert Shane Kimbrough sa première sortie extravéhiculaire, durant laquelle il effectue des travaux sur le système électrique de la Station spatiale internationale.
Il effectue sa seconde sortie extravéhiculaire, toujours avec Robert Shane Kimbrough, le 24 mars 2017, pour réparer une fuite sur le système de refroidissement et entretenir le bras mécanique du Special Purpose Dexterous Manipulator (SPDM), un robot télémanipulateur. Il a aussi travaillé sur l'installation d'un nouveau port d'amarrage pour les futurs vaisseaux.

### Communication
Au cours de son séjour, il réalise les photographies du premier Google Street View de la Station spatiale internationale, qui permet de l'explorer virtuellement en trois dimensions depuis son ordinateur.
Pendant ses six mois sur la station, Thomas Pesquet a pris sur son temps libre plus de 85 000 photos de la Terre, de la vie à bord ou des tâches quotidiennes de l'équipage. Il a publié quotidiennement les plus réussies (environ 2 500) sur les réseaux sociaux. La beauté de la Terre vue du ciel à travers ses clichés, et la simplicité avec laquelle il a partagé son aventure ont généré un suivi massif de ses publications.
Il est le premier spationaute francophone à partager sa mission avec le grand public, et sa disponibilité et sa pédagogie ont créé un véritable engouement pour son aventure, et plus largement pour l'exploration spatiale, en France. Il a notamment été en contact avec France Info et TF1 de manière hebdomadaire pour des chroniques depuis la Station spatiale internationale, a réalisé des vidéos en HD ou en réalité virtuelle publiées sur YouTube, mais a aussi collaboré avec des artistes comme Yuksek ou Mai Lan, ou publié sa playlist quotidienne sur Deezer. Il a joué du saxophone à bord de la Station spatiale internationale, réalisant des clips vidéos avec ses amis musiciens, ou interprétant lui-même un titre sur l'album 16 levers de soleil de Guillaume Perret, bande originale du documentaire portant ce nom.
Grand sportif, il a encouragé depuis l'espace le XV de France et le Stade toulousain, ainsi que Tony Parker ou le skipper Tanguy de Lamotte pendant le Vendée Globe.
Il a invité l'art de vivre et la gastronomie française à bord de la station spatiale, avec des plats préparés par Alain Ducasse ou Thierry Marx et consommés pour les grandes occasions (anniversaires, fêtes de fin d'année).

Photos de Thomas Pesquet dans la Station spatiale internationale lors de sa première mission.
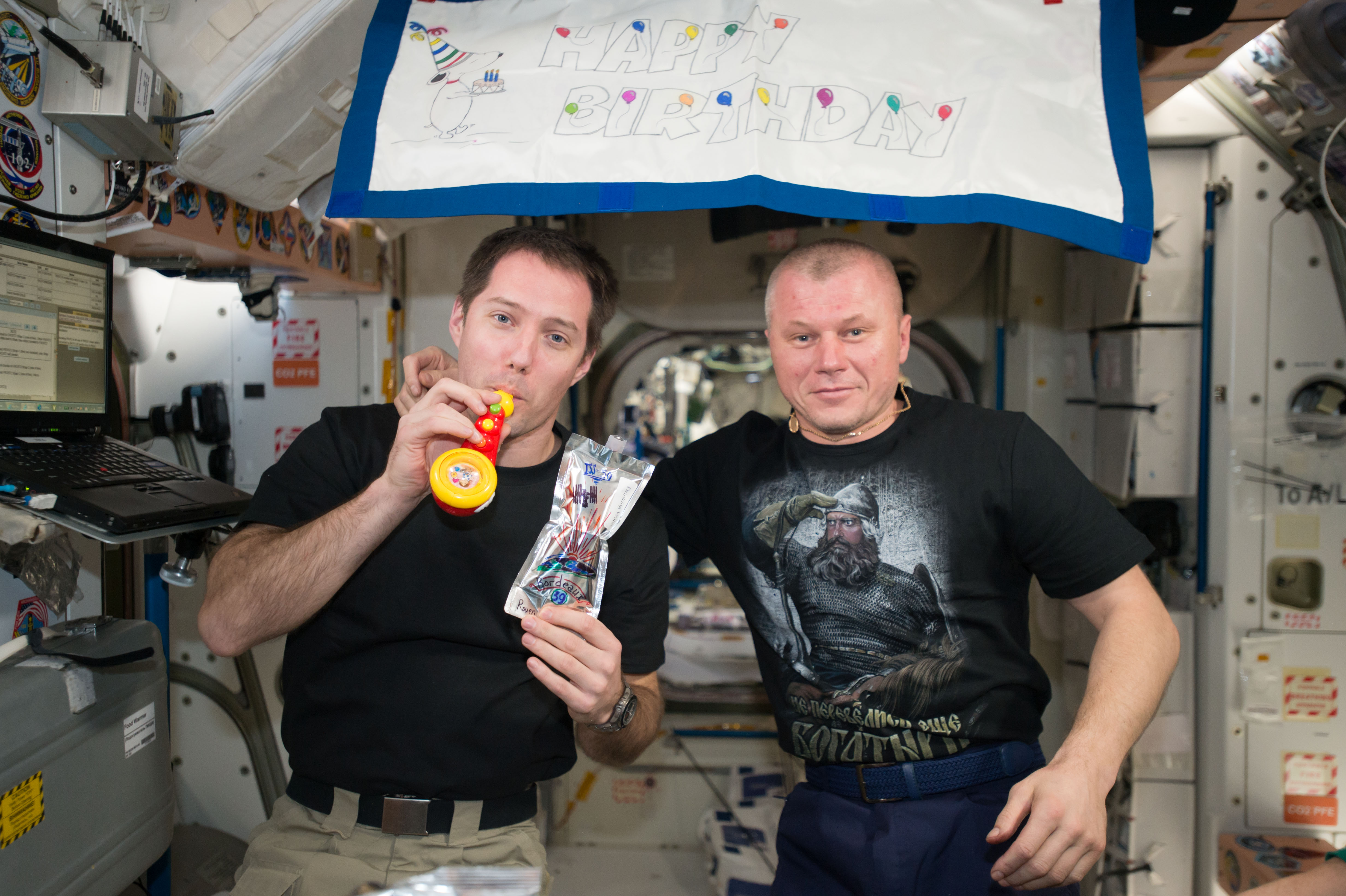
Thomas Pesquet fêtant son 39e anniversaire avec son collègue russe Oleg Novitski.
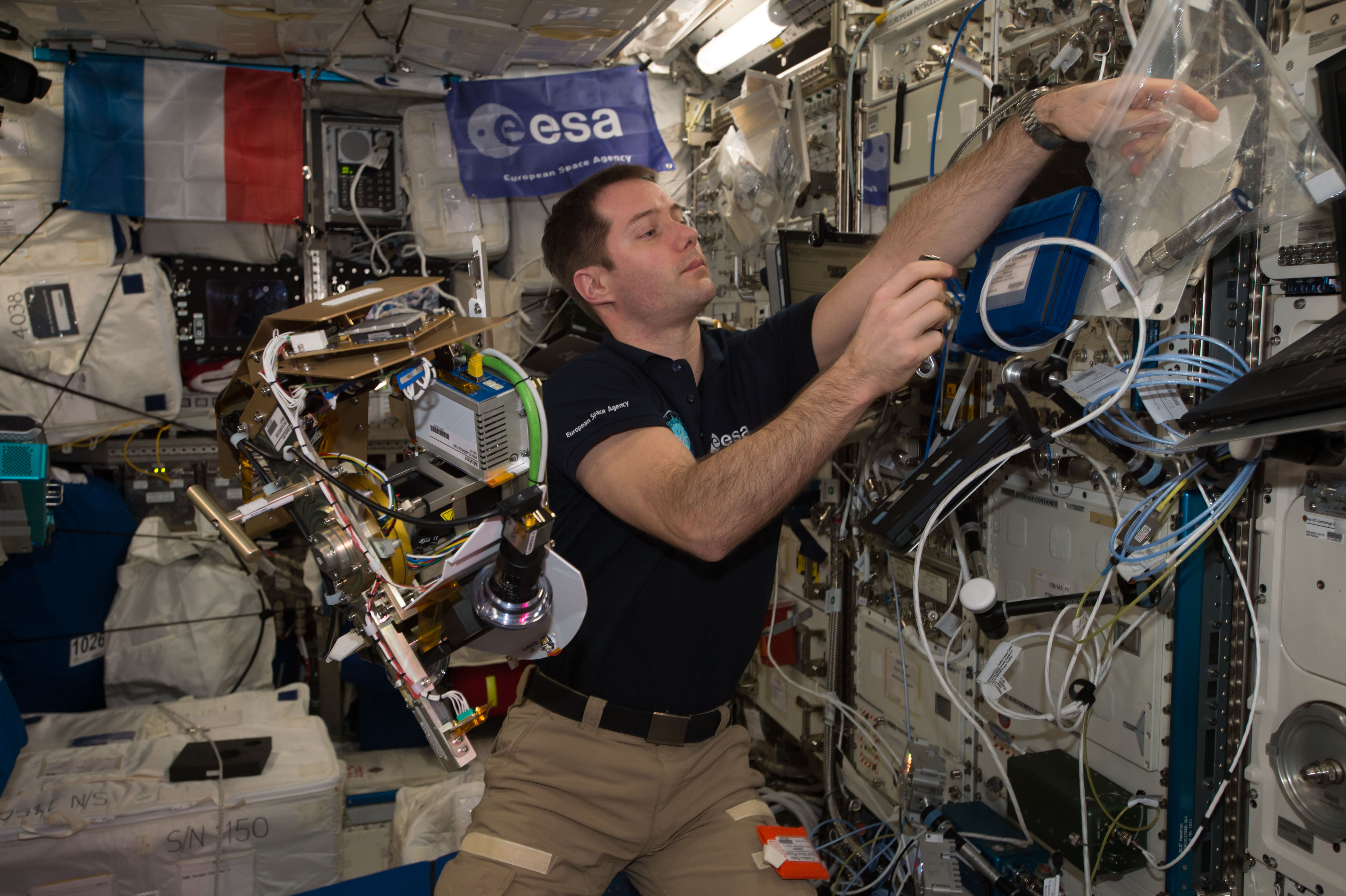
Thomas Pesquet au travail dans le laboratoire européen Columbus.
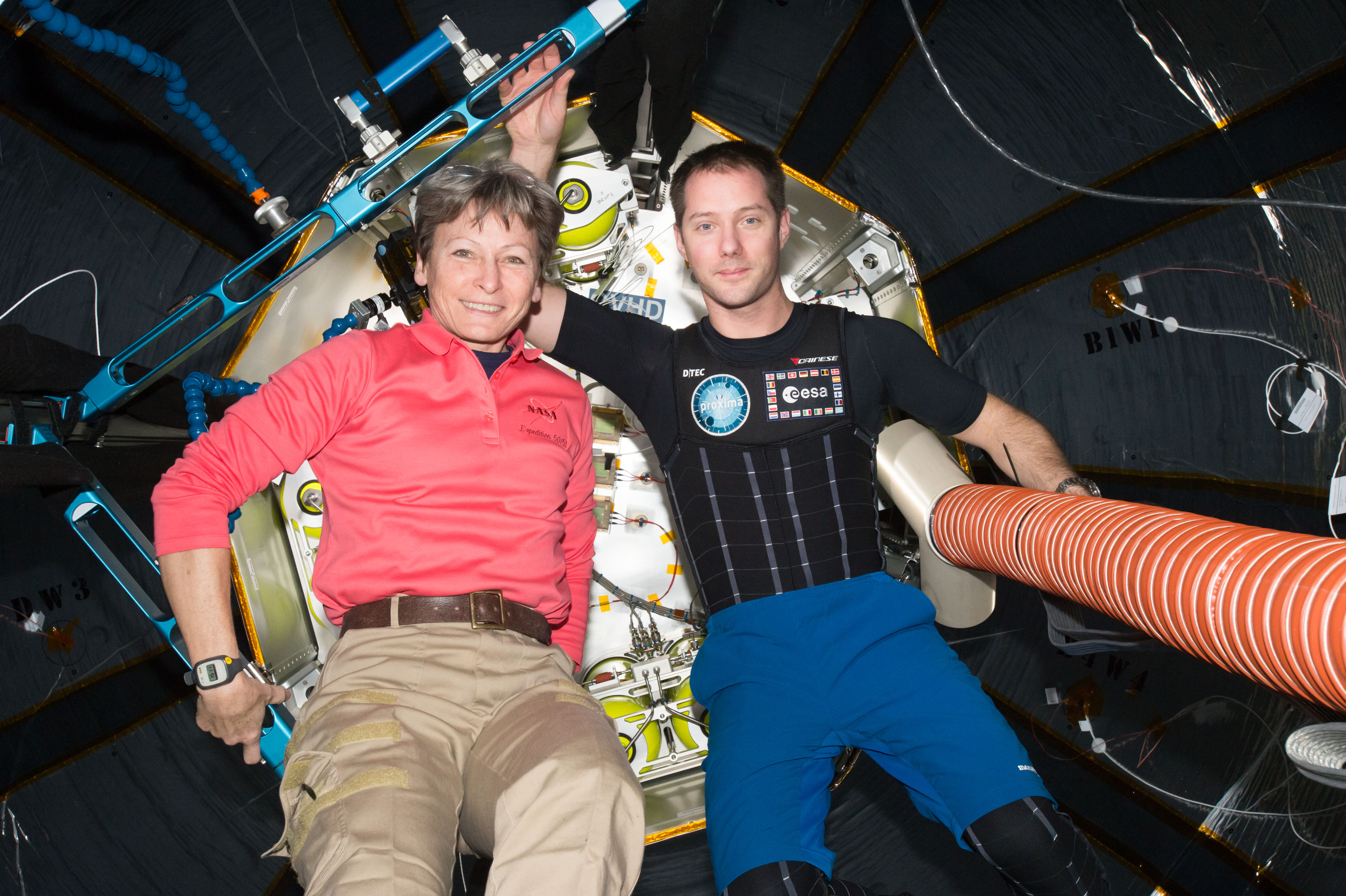
Thomas Pesquet et sa collègue américaine Peggy Whitson dans le module gonflable BEAM.
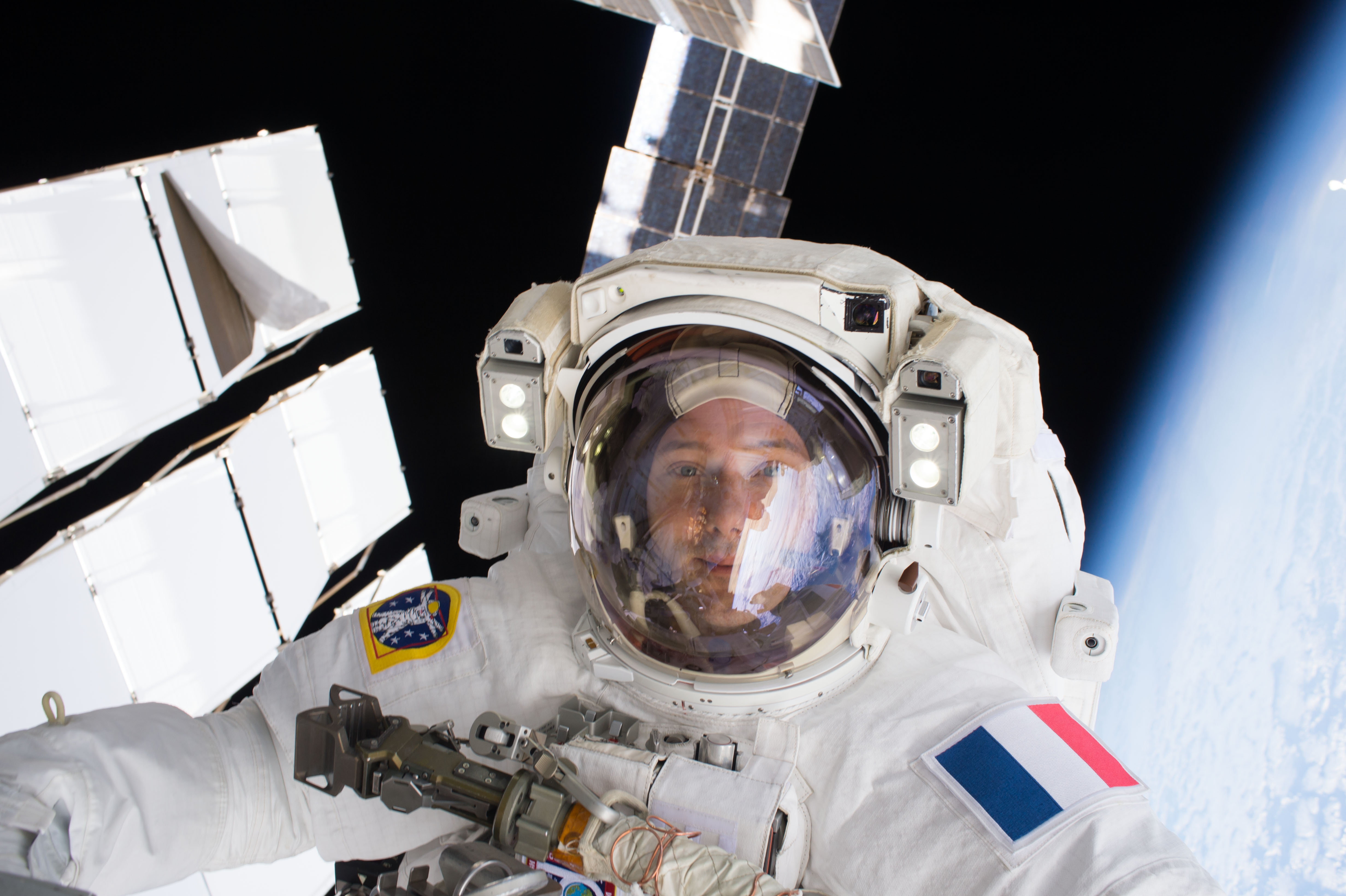
Portrait réalisé par Thomas Pesquet lors de sa première sortie extravéhiculaire.
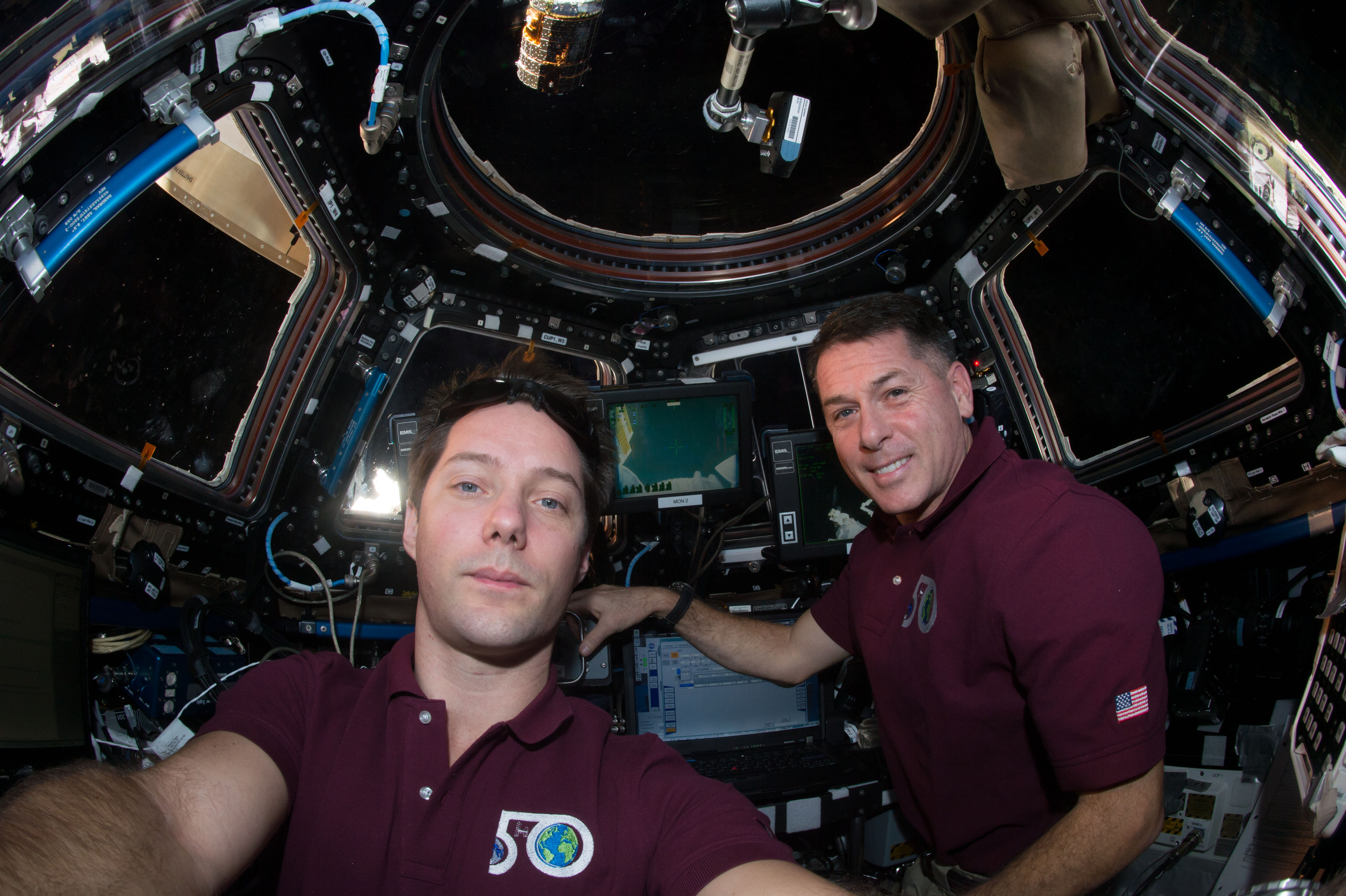
Thomas Pesquet et son commandant américain Shane Kimbrough dans la coupole de la Station spatiale internationale (ISS). Ils ont piloté le bras robotique Canadarm 2 de la station afin de saisir le cargo japonais HTV-6.
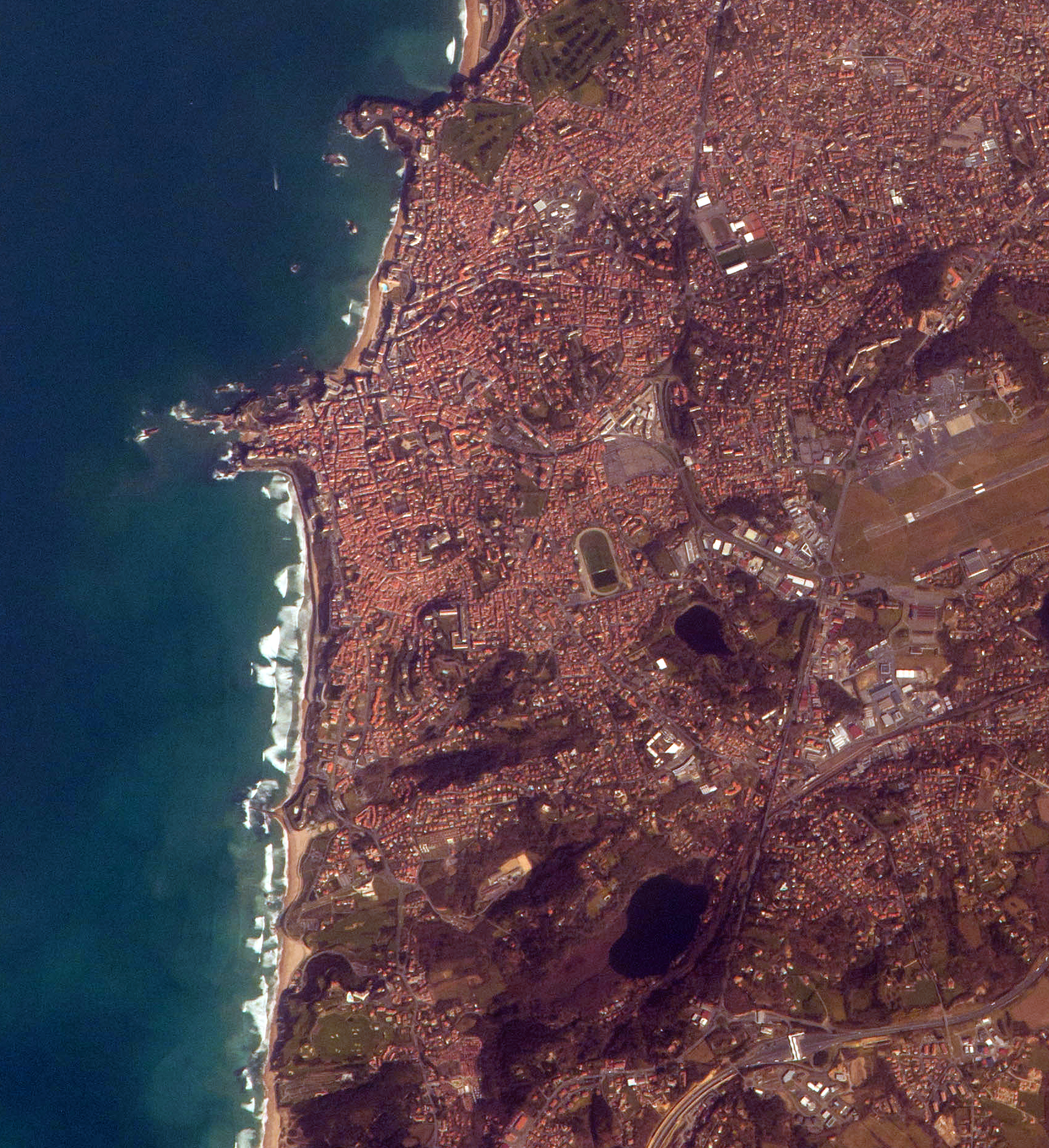
Image de la ville de Biarritz prise par Thomas Pesquet pendant sa mission. Le Français a pris une grande quantité de clichés de la planète Terre sur son temps libre.

### Retour sur Terre
Le 2 juin 2017, il quitte la Station spatiale internationale, après 196 jours passés à son bord. Il atterrit dans les steppes du Kazakhstan vers 16 h 10 (heure française) avec son collègue russe, Oleg Novitski. Lors de sa mission, il a mené 62 expériences pour le compte de l’Agence spatiale européenne et du Centre national d'études spatiales.

## Entre deux missions
Après la fin d’une période de remise en forme, de prélèvements scientifiques et de débriefings, Thomas Pesquet a repris des tâches techniques au Centre des astronautes européens à Cologne, notamment pour préparer la suite de la Station spatiale internationale avec le projet Lunar Gateway.
Il a réalisé depuis son retour sur Terre de nombreuses activités de communication et de représentation, notamment auprès des plus jeunes. Ses thèmes de prédilection sont l’éducation, la promotion des carrières scientifiques, la coopération internationale et l’Europe, la parité, et la sensibilisation sur la fragilité de la Terre et la nécessité de protéger l’environnement et d’économiser les ressources naturelles.
Il a publié deux ouvrages : un recueil de photos grand format intitulé Terre(s) chez Michel Lafon, et une BD (Dans la combi de Thomas Pesquet) dessinée par Marion Montaigne chez Dargaud. Les deux furent d'importants succès d'édition, dont les droits d'auteur sont reversés à des ONG.
De nombreux documentaires et émissions télévisées ont été réalisés à propos de son aventure (certains avec des images en 4K tournées par lui-même à bord de la Station spatiale internationale), dont le film Dans la peau de Thomas Pesquet (2018), qui est le premier film partiellement tourné en réalité virtuelle à 360° dans l'espace, et le film 16 levers de soleil qui retrace son séjour à bord de l'ISS au travers de l’œuvre d'Antoine de Saint-Exupéry. L'Étoffe d'un Héros, sorti en 2019, retrace, quant à lui, ses dures années de préparation à sa mission spatiale.
Il a participé au tournage du long métrage Proxima avec Eva Green, et on l'a notamment aperçu au Festival de Cannes. Sa présence dans la délégation française lors de la visite d'État à Washington ainsi qu'à un dîner présidentiel à l'Élysée ont laissé penser à un engagement politique, qu'il a fermement démenti, se consacrant exclusivement à ses tâches techniques pour retourner dans l'espace.

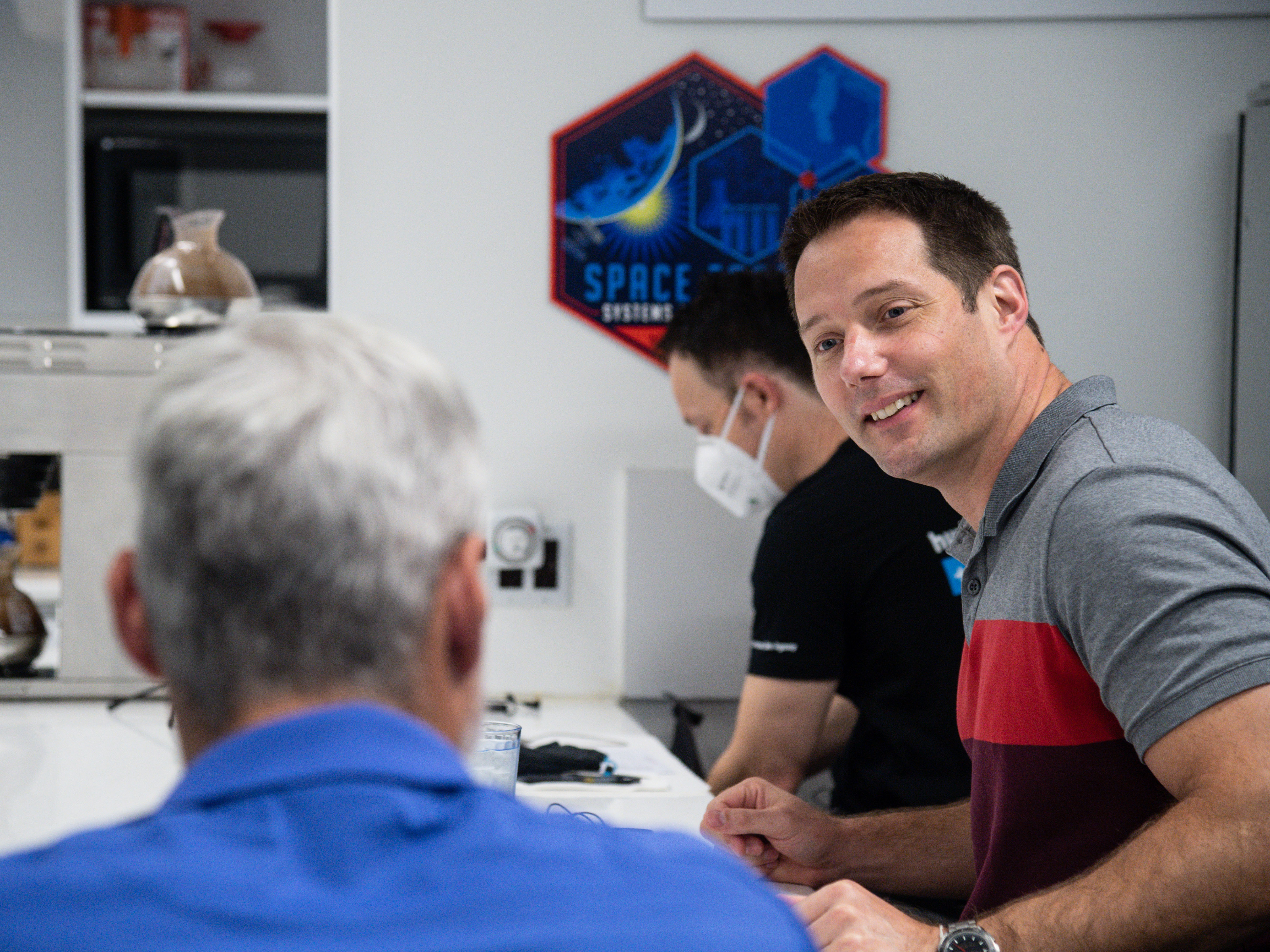
Thomas Pesquet avec les astronautes allemand et américain Matthias Maurer (en noir) et Mark T. Vande Hei (en bleu) goûtant de la nourriture qu'ils auront à bord de la Station spatiale internationale (2020).

En janvier 2018, il est formé au pilotage de l’A310 chez Airbus à Toulouse, et est qualifié le 23 février 2018 pour réaliser des vols paraboliques chez la société française Novespace. Il intègre une équipe restreinte de pilotes (7 en Europe) qualifiés pour réaliser ces manœuvres, et est régulièrement aux commandes de l’Airbus A310 Zero G au départ de l’aéroport de Bordeaux-Merignac. Il participe fréquemment depuis 2018 à des vols d'essai et de réception au sein des pilotes d'essais d'Airbus.
En 2018, il est la quatrième personnalité préférée des Français, ex aequo avec Kylian Mbappé, footballeur de l'Équipe de France et vainqueur de la Coupe du monde 2018 en Russie.
Le 22 janvier 2019, la ministre de l'Enseignement supérieur, de la Recherche et de l'Innovation Frédérique Vidal annonce qu'il a été sélectionné pour retourner dans l'espace fin 2020, mission dont les modalités restent à définir avec les partenaires internationaux. Sur le plateau de C à Vous diffusé sur France 5, Thomas Pesquet a annoncé partir dans un vaisseau probablement d'origine américaine (SpaceX ou Boeing). Pour trouver le nom de cette future expédition, un concours est lancé par l'Agence spatiale européenne jusqu'au 11 mai 2020.
En novembre 2019, il se lance un nouveau défi et traverse l'Atlantique à la voile avec l'équipe d'Initiatives-Cœur, pour ramener à son port d'attache un voilier de classe International Monohull Open Class Association (IMOCA) depuis le Brésil. Il touche terre à Lorient après 16 jours de traversée.
Il passe le début de l'année 2020 à Houston, dans le Texas, au Centre spatial Lyndon B. Johnson pour travailler au sein de la National Aeronautics and Space Administration[réf. nécessaire].

## MissionAlphasur le Crew Dragon

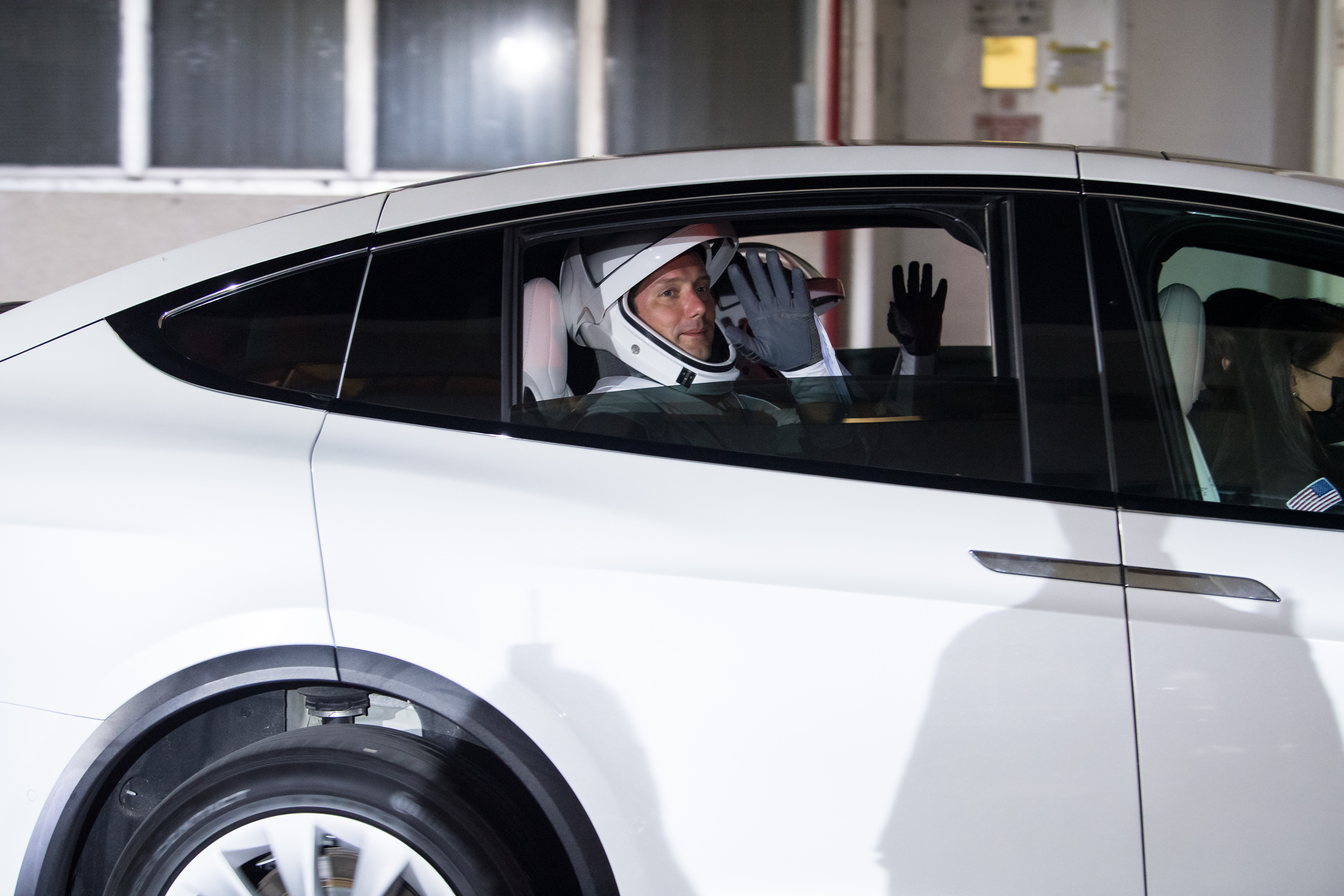
Thomas Pesquet saluant une dernière fois les personnes présentes sur place avant d'être emmené avec ses collègues vers le vaisseau Crew Dragon (2021).

En juillet 2020, après quelques incertitudes techniques dues à la difficile entrée en service des nouveaux véhicules et lanceurs[réf. nécessaire], il participe à SpaceX Crew-2, la deuxième mission opérationnelle de la capsule Crew Dragon, issue du partenariat entre la National Aeronautics and Space Administration et SpaceX dans le cadre du programme Commercial Crew Development, devenant le premier Européen assigné à une mission à bord d'un vaisseau de nouvelle génération. La mission part le 23 avril 2021 depuis la base de lancement de Cap Canaveral, en Floride, et rejoint la Station spatiale internationale pour une durée de six mois. La mission est baptisée Alpha, en référence à Alpha du Centaure (Alpha Centauri), deuxième système d'étoile le plus proche de la Terre après Proxima du Centaure (Proxima Centauri). Thomas Pesquet embarque avec trois autres membres d'équipage : les Américains Shane Kimbrough et Megan McArthur, et le Japonais Akihiko Hoshide.
Il débute rapidement son entraînement intensif pour cette mission, et partage sa préparation sur les réseaux sociaux.
Le 16 mars, lors d'une conférence de presse, le directeur général de l'Agence spatiale européenne Josef Aschbacher annonce que Thomas Pesquet deviendra commandant de bord de la Station Spatiale Internationale pendant la seconde moitié de son séjour à bord, faisant de lui le premier Français et le quatrième Européen à la commander, après le Belge Frank De Winne, l'Allemand Alexander Gerst et l'Italien Luca Parmitano.

### Décollage vers l'ISS
Le décollage, normalement prévu pour le 22 avril 2021 à 12 h 11 UTC+2, a été reporté au 23 avril à 11 h 49 UTC+2 à cause des mauvaises conditions météorologiques,.
Le 23 avril à 11 h 49 UTC+2, le lanceur Falcon 9 et le vaisseau Crew Dragon Endeavour décollent comme prévu depuis le complexe de lancement 39 et l'aire 39A, en Floride,. Le vol Crew-2 emporte avec lui les Américains Shane Kimbrough et Megan McArthur, ainsi que le Japonais Akihiko Hoshide.

### Séjour à bord et programme scientifique
Durant son séjour, Thomas Pesquet devra réaliser plusieurs dizaines d'expériences scientifiques parmi lesquelles,,, :
- Étude du rythme de sommeil des astronautes en orbite terrestre
- Déplacement d'objets sans contact grâce aux ultrasons
- Étude du vieillissement du cerveau à l'échelle moléculaire
- Utilisation d'un casque de réalité virtuelle pour l'entrainement sportif des astronautes
- Mesure des changements du système cardio-vasculaire par échographie
- Étude des mouvements à la surface d'un liquide en micro pesanteur
- Étude de matériaux empêchant le développement de micro-organismes pathogènes
- Étude d'emballages en matériau recyclable dans l'ISS et d'emballages comestibles
- Étude du comportement d'un blob (organisme monocellulaire) en micro pesanteur.

Certaines de ces expériences sont la suite de celles menées durant la mission Proxima ou durant d'autres missions sur l'ISS.

### Sorties extra-véhiculaires
Le 16 juin 2021, il réalise une sortie extra-véhiculaire de 7 heures et 15 minutes avec Robert Shane Kimbrough pour installer sur l'ISS iROSA, un nouveau panneau solaire par-dessus un ancien panneau, vieux d'une quinzaine d'années, dont la production a baissé. Plusieurs problèmes techniques ont lieu pendant cette sortie, les deux astronautes ne peuvent donc pas terminer complètement le déploiement du nouveau panneau.
Le 20 juin 2021, il réalise une nouvelle sortie extra-véhiculaire de 6 heures et 28 minutes, toujours avec Robert Shane Kimbrough, pour finir de positionner, fixer, brancher et déployer ce panneau solaire, long de 19 mètres, et commencer à préparer l'installation d'un second. Une troisième sortie est effectuée le vendredi 25 juin pour finaliser l’installation de ce deuxième panneau solaire.
Il est pour ces trois sorties le leader, identifié par des bandes rouges sur son scaphandre. C'est le second européen après Luca Parmitano en 2019 à accéder à cette fonction.
Le 12 septembre 2021, il effectue de nouveau une sortie extra-véhiculaire de 6 heures et 54 minutes, cette fois-ci avec le japonais Akihiko Hoshide, visant à préparer l'installation de futurs panneaux solaires. Au terme de cette sortie, la sixième de sa carrière, il aura passé 39h et 54 minutes dans l'espace en scaphandre et devient l'astronaute européen ayant passé le plus de temps dans l'espace hors véhicule.

### Communication
Comme pendant sa première mission, il publie quotidiennement sur les réseaux sociaux des photos et vidéos de la vie à bord ou de la terre vue de la station spatiale. L'engouement rencontré pendant sa première mission ne se dément pas, et la qualité de ses productions semble même augmenter. Il est à la fin de la mission l'astronaute le plus suivi sur les réseaux sociaux dans le monde.
Il a pendant cette seconde mission partagé une chronique hebdomadaire destinée aux enfants, a lancé le nouvel album de Coldplay, a réalisé de nombreuses vidéos et contacts radioamateurs à destination des écoles.
Dans le cadre de la transmission des Jeux olympiques entre Tokyo et Paris, il s'amuse avec quelques uns de ses camarades de bord à parodier dans l'espace quelques épreuves, comme la natation synchronisée. Il jouera du saxophone pour clore la cérémonie des JO de Tokyo.

Photos de Thomas Pesquet dans la Station spatiale internationale lors de sa seconde mission.
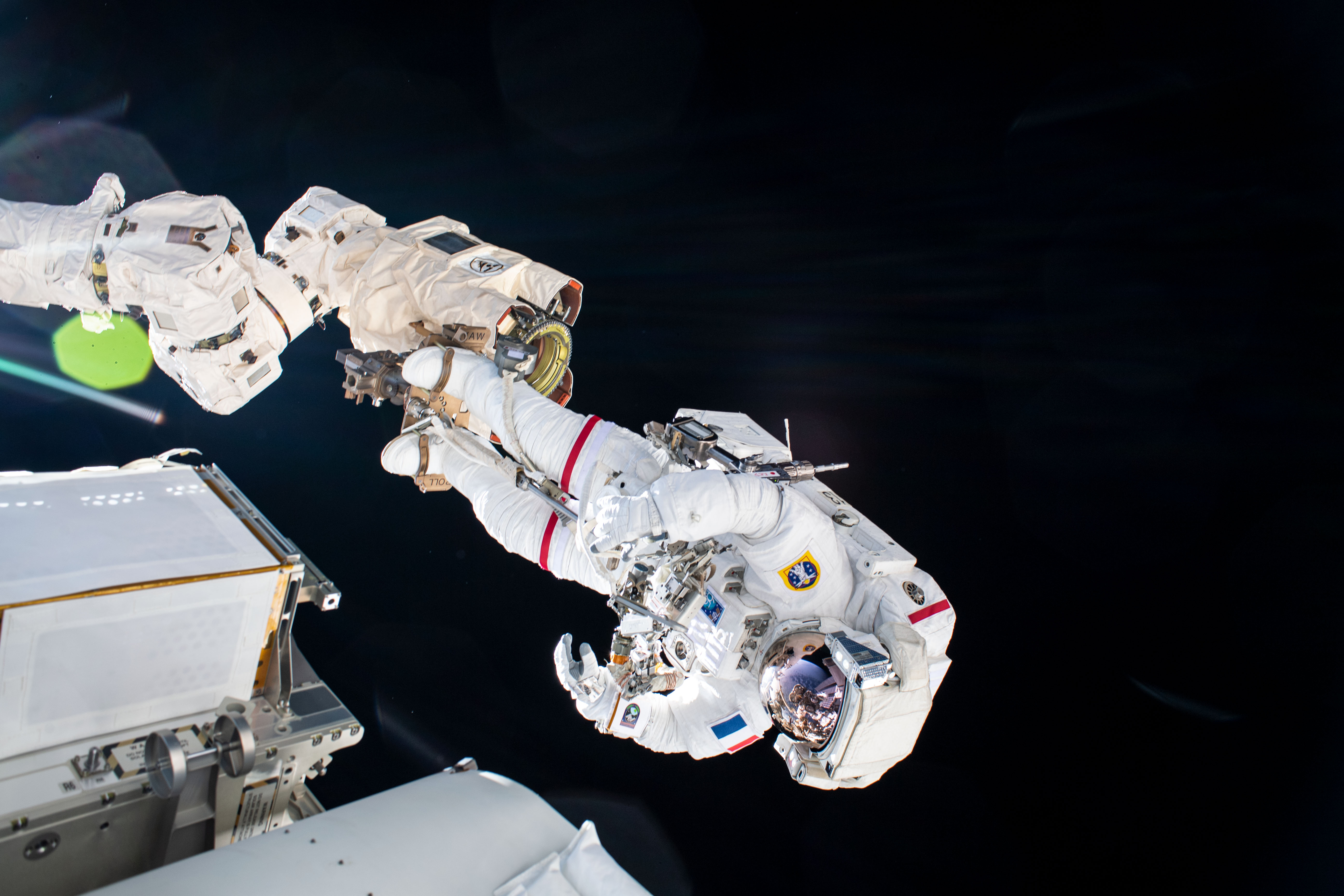
Thomas Pesquet attaché au bras robotique de l'ISS lors de l'installation des nouveaux panneaux solaires de la station spatiale.
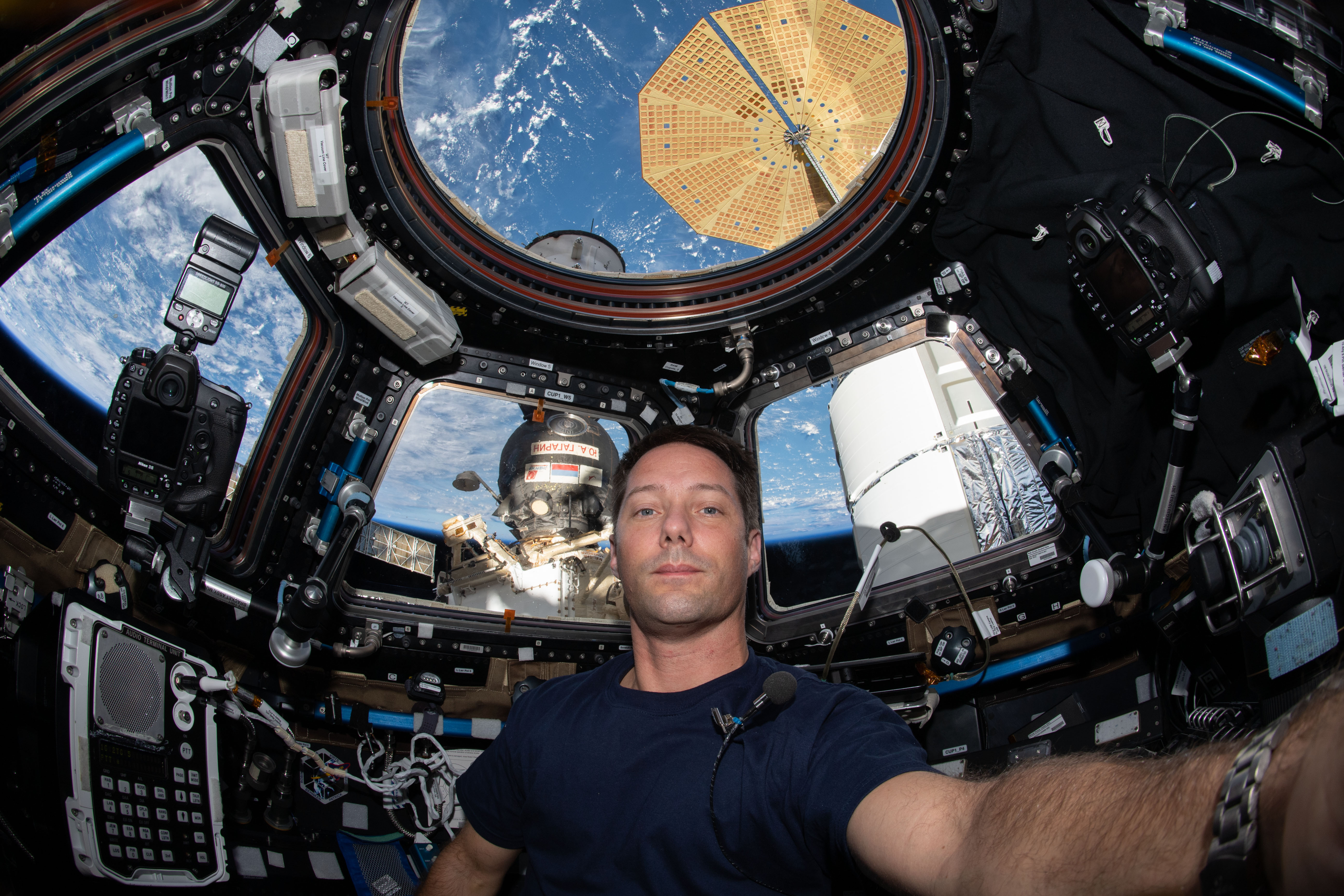
Selfie de Thomas Pesquet à l'intérieur de la Cupola.
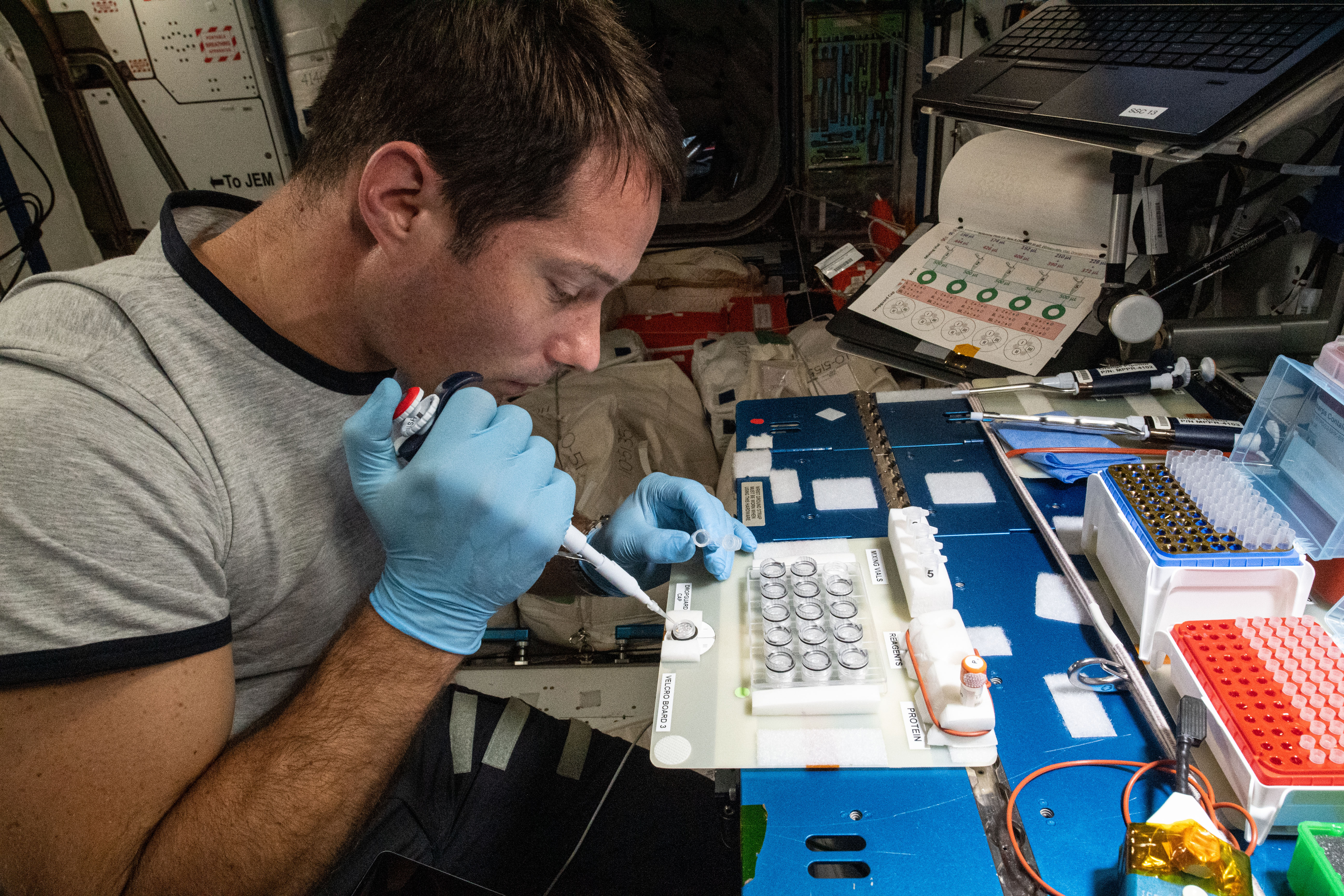
Expérience biotechnologie pour l'ESA en mai 2021.
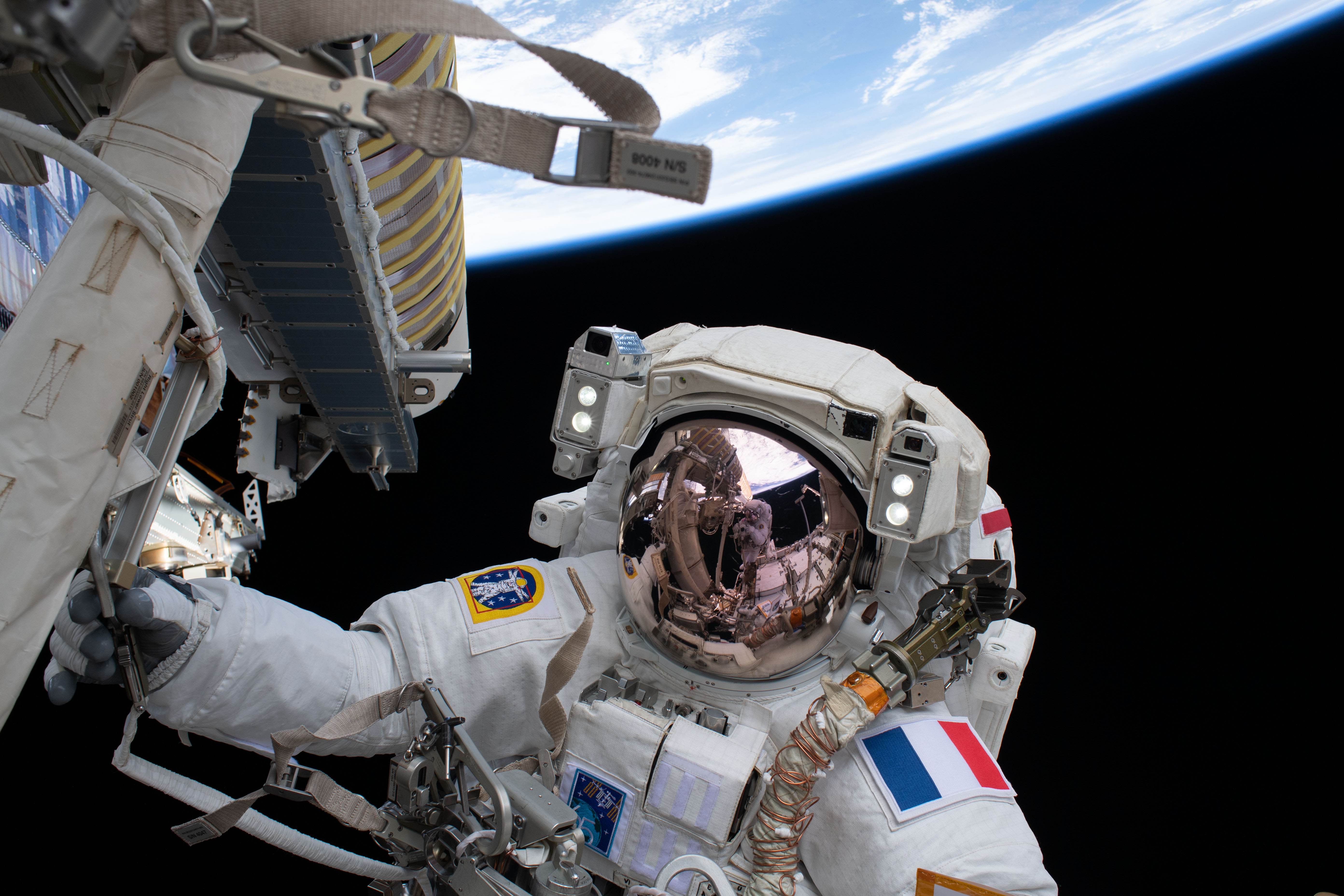
Thomas Pesquet depuis l'appareil photo de Shane Kimbrough lors de la deuxième sortie extra-véhiculaire de la mission Alpha.
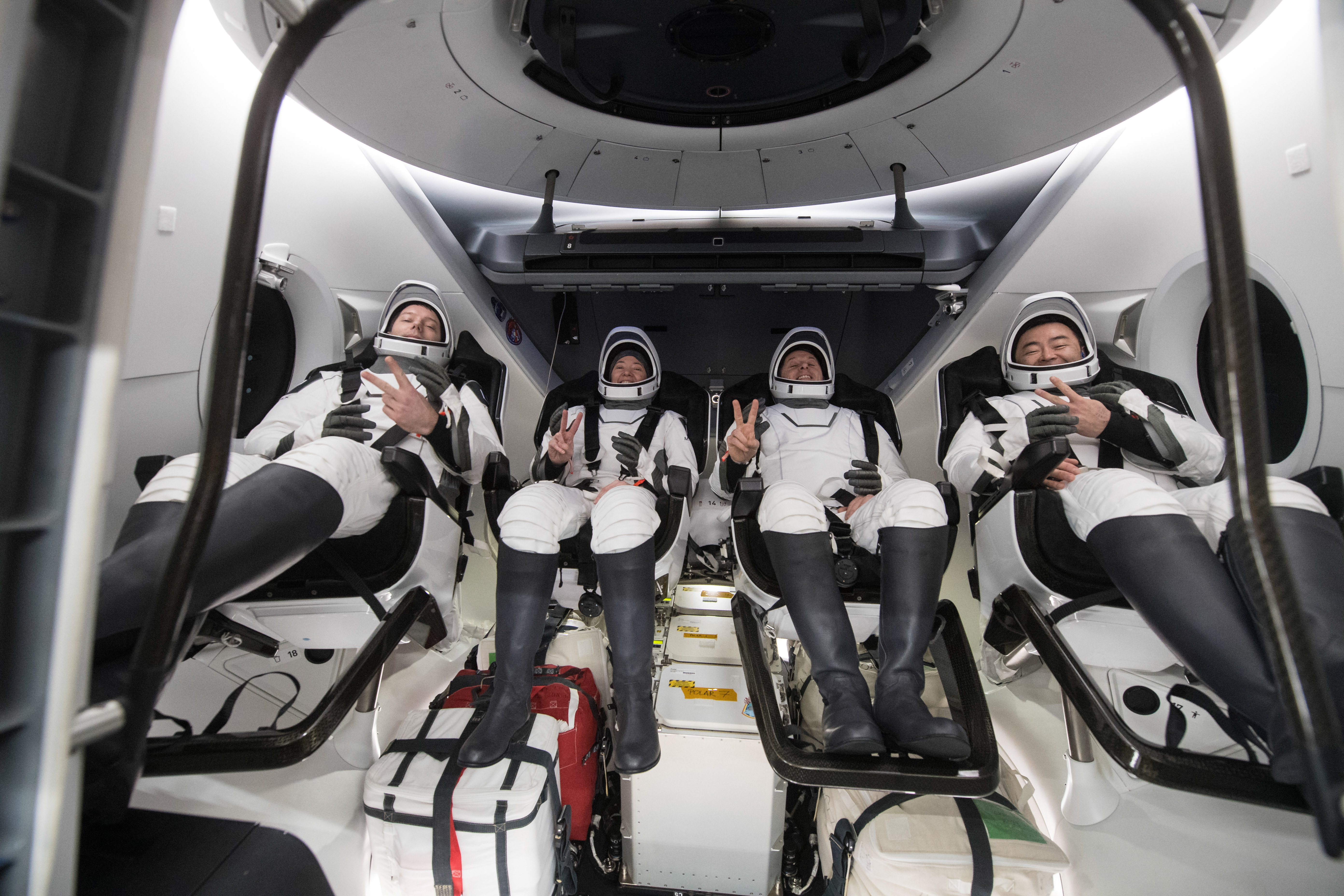
L'équipage du vol SpaceX Crew-2 à bord du Crew Dragon après leur amerrissage dans le Golfe du Mexique le 9 novembre 2021 (Thomas Pesquet est le premier en partant de la gauche)

### Commandant de l'ISS
Le 4 octobre 2021, il succède à Akihiko Hoshide comme commandant de l'ISS, devenant le premier Français à exercer cette responsabilité. Sous son commandement, le premier équipage incluant des professionnels du cinéma rejoint la station spatiale. L'ISS subit aussi une alarme incendie, et une perte de son orientation, la deuxième en quelques mois. Ces évènements sont rapidement maîtrisés par l'équipage et les équipes au sol. Il transmet lui-même le commandement au Russe Anton Chkaplerov le 6 novembre suivant.

### Retour sur Terre
Le 8 novembre 2021 à 19 h 5 UTC, le vaisseau Dragon Endeavour se sépare de l'ISS, emportant Thomas Pesquet et les trois autres membres de l'équipage de SpaceX Crew-2 pour un retour vers la Terre, après 199 jours dans l'espace. L'amerrissage du vaisseau a lieu le lendemain à 3 h 33 UTC dans le golfe du Mexique au large des côtes de Floride.

## Vie personnelle
Thomas Pesquet partage sa vie depuis de nombreuses années avec Anne Mottet. Chargée de politiques d'élevage à l'Organisation des Nations unies pour l'alimentation et l'agriculture (FAO) qui est basée à Rome, en Italie, elle est ingénieure, diplômée de l'Institut national agronomique de Paris-Grignon, et chercheuse de profession avec une thèse à l'Institut national polytechnique de Toulouse,.
Il est le cadet de deux frères. Il est ceinture noire de judo et joueur de basket-ball, il pratique le jogging, la natation et le squash. Passionné d'activités de plein air et d'aventure, il s'adonne au VTT, au kitesurf, à la voile, au ski et à l'alpinisme. Il possède également une vaste expérience et détient des licences avancées en plongée sous-marine et en parachutisme. Ses autres intérêts incluent les voyages, le saxophone et la lecture.

## Engagements humanitaires
- Thomas Pesquet a reversé aux Restos du Cœur les droits d'auteur de ses livres.
- Il est nommé ambassadeur de bonne volonté du Fonds des Nations unies pour l'enfance (UNICEF) pour le changement climatique et l'accès à l'eau potable en novembre 2016[90].
- Il est administrateur de la fondation d'entreprise Air France[91].
- Il s'engage en 2019 comme parrain de l'ONG Aviation sans frontières[92].
- Il a traversé l'Atlantique à bord du voilier d'Initiatives-Cœur, une équipe de course au large qui fait la promotion d'une association qui sauve des enfants atteints de malformations cardiaques.
- Le 12 avril 2021, Thomas Pesquet a été nommé ambassadeur de bonne volonté de l'Organisation des Nations unies pour l'alimentation et l'agriculture (ONUAA), mieux connue sous l'acronyme anglais de FAO[93].
- Il est membre du jury[94] du prix Félix-Houphouët-Boigny pour la recherche de la paix de l'UNESCO.

## Engagements militaires
Après avoir été membre de la réserve citoyenne avec comme escadron d'accueil le régiment de chasse 2/30 « Normandie-Niémen », stationné sur la base aérienne 118 de Mont-de-Marsan, Thomas Pesquet intègre, le 8 août 2024, la réserve opérationnelle de l'Armée de l'air et de l'espace, en tant que pilote d'A330 MRTT. Il détient le grade de colonel, et réalise des vols de transport logistique et de ravitaillement en vol au sein de la 31e escadre aérienne de ravitaillement et de transport stratégiques sur la Base aérienne 125 Istres-Le Tubé. Il est également membre d'honneur de l'association des pilotes de chasse.

## Distinctions

### Officielles françaises
- Officier de la Légion d'honneur en 2022[96] (Chevalier en 2019[97]).
- Médaille de l'Aéronautique[98],[99].

### Officielles étrangères
- Distinguished Public Service Medal.
- Space Flight Medal.
- Space Exploration Medal.

### Médailles associatives et prix
- Grande médaille d’or de la Société d’encouragement au Progrès (2020).
- Il a reçu en 2024 de la Société des explorateurs français le prix Liotard[100], non décerné depuis 2004.
- En 2017, il a reçu le prix Icare[101] de l'Association des journalistes professionnels de l'aéronautique et de l'espace (AJPAE).
- Le 29 janvier 2018, Thomas Pesquet s'est vu décerner la grande médaille d'or de l'Aéro-Club de France[102].
- Il est membre de la promotion 2017 des « Young Leaders » de la French-American Foundation[103].
- Il a reçu en 2017 le grand prix du Rayonnement français[104], et le prix de l'Excellence française[105].
- L'Académie d'Occitanie lui a remis en 2018 son grand prix annuel[106], et la ville de Toulouse lui a accordé sa médaille d'or[107].
- L'Association aéronautique et astronautique de France lui a remis en 2018 son grand prix Spécial[108].
- Il est l'un des trois lauréats du prix du magazine VSD de l'Aventure humaine 2017[109], aux côtés de Philippe Croizon et Thomas Coville.
- Le magazine GQ l'a désigné « explorateur de l'année » en 2016, lors de son classement annuel des hommes de l'année[110].

## Hommages
Le 27 février 2019, le jour de son 41e anniversaire, Thomas Pesquet inaugure sa statue de cire au musée Grévin, à Paris.

### Lieux
Le nom de Thomas Pesquet a été donné aux lieux suivants :
- un jardin public au cœur du bourg d’Auffay, en Seine-Maritime, où il a grandi, inauguré le 8 novembre 2019 par Thomas Pesquet[112] ; il a également été fait citoyen d’honneur de ce village[113] ;
- l’école primaire de Mons dans la Haute-Garonne;
- une salle du complexe de cinéma aménagé dans l’ancienne manufacture de tabac de Dieppe (Seine-Maritime)[114] ;
- un complexe multisport à Caudebec-en-Caux, inauguré le 6 juillet 2019 en présence de l’ancien président de la République François Hollande[115] et un gymnase à Itteville[116] ;
- une salle polyvalente à Hénouville[117] ;
- une route à Valliquerville[118] ;
- une rue à Elven[119] et à Châteaubernard[120];

De nombreux établissements scolaires portent son nom :
- école maternelle à Poligny (Jura) en 2022[réf. nécessaire] ;
- Fontenay (Seine-Maritime) (2019)[121]
- Couville[122]
- Gratentour[123],[124]
- Publier[125]
- Villerest (inaugurée le 21 septembre 2018)[126]
- Soppe-le-Bas (inaugurée le 9 juin 2018)[127]
- Villepreux (première rentrée des classes le 8 février 2021)[128]
- Longlaville[129]
- Hatrize[130]
- Lesquin[131]
- Montfort-sur-Risle[132]
- Cressensac-Sarrazac[133]
- Cocheren[134]
- Verneuil-sur-Vienne[135]
- Fontaine Bellanger[136]
- Salleboeuf[137]
- Castelnau de Médoc[138]
- Trun[139]
- La Chapelle Longueville[139]
- Chaingy[140]
- Arras[141]
- Condé-Sainte-Libiaire[142]
- Coulanges-la-Vineuse[143]
- Jury[144]
- Bacqueville-en-Caux[145]
- Le Gué-de-la-Chaîne[146]
- groupe scolaire de Bousbecque[147]
- groupe scolaire de Saint-Laurent-de-Mure (septembre 2024)[148]
- nouveau collège de Castres (2021)[149].
- lycée des métiers de Coutances (septembre 2018), après l’unification des lycées La-Roquelle et Les-Sapins[150] ; le foyer des élèves a été nommé Proxima, en référence à la première mission spatiale de Thomas Pesquet[151] ;

### Dans les arts
Il a lui-même raconté son aventure de manière très personnelle et avec humour dans un récit autobiographique publié aux Éditions Flammarion : Ma vie sans Gravité.
La bande dessinée de vulgarisation scientifique de l'illustratrice Marion Montaigne , publiée en 2017, Dans la combi de Thomas Pesquet, relate avec humour et rigueur sa sélection, sa formation intensive et sa première mission à bord de l'ISS en 2017 en tant que spationaute européen en compagnie de son camarade de promotion l'italien Luca Parmitano.
Il joue son propre rôle pour un court caméo dans le film Proxima d'Alice Winocour, et pour quelques scènes dans le film Hawa de Maïmouna Doucouré. Dans le film Men in Black: International sorti en 2019, on peut voir Thomas Pesquet dans une courte référence. Il se trouve dans la Station spatiale internationale, et il est insinué qu’il est extraterrestre.
De nombreux livres, documentaires, et publications racontent ses missions.
Thomas Pesquet, chanson de Rémi Trouillon sur son album La Vie, c’est cool (2017).

### Astronomie
Un astéroïde de la ceinture principale, découvert le 30 octobre 2005 par Jean-Claude Merlin porte son nom : (374354) Pesquet.

### Filmographie
Fiction
- 2019 : Men in Black: International : lui-même
- 2019 : Proxima d'Alice Winocour : lui-même
- 2022 : Hawa de Maïmouna Doucouré : lui-même

Documentaires
- Le monde de Jamy avec Thomas Pesquet - La tête dans les étoiles, réalisé par Laura Miret et Mathieu Duboscq, 2019, France Télévisions[155].
- 16 levers de soleil, réalisé par Pierre-Emmanuel Le Goff, 2018.
- Dans la peau de Thomas Pesquet, réalisé par Pierre-Emmanuel Le Goff et Jürgen Hansen, 2018, 30 min ; production : La Vingt-Cinquième Heure, ProspectTV, DVgroup, France Télévisions.
- Thomas Pesquet - L'Envoyé spatial, réalisé par Pierre-Emmanuel Le Goff et Jürgen Hansen, 2017, 60 min ; production : La Vingt-Cinquième Heure, ProspectTV. Distinctions[156].
- Thomas Pesquet : objectif Mars, réalisé par Vincent Perazio et Alain Tixier, 2017, 93 min[157].
- Thomas Pesquet : Profession astronaute, réalisé par Vincent Perazio et Alain Tixier, 2016, 90 min ; production : Grand Angle Productions et Arte[158].
- Thomas Pesquet : l'étoffe d'un héros, réalisé par Pierre-Emmanuel Le Goff et Jürgen Hansen, 2016, 76 min ; production : La Vingt-Cinquième Heure, Prospect TV[159].
- Thomas Pesquet : Objectif France, réalisé par Vincent Pérazio et Xavier Lefebvre, 2023, 90 min ; production : Grand Angle Productions[160]